# 점성술의 행성
점성술의 행성(占星術-行星, Planets in astrology)은 행성이란 무엇인가를 이해하는 현대 천문학과는 다른 의미를 갖고 있다. 망원경의 시대 이전에, 밤하늘은 매우 유사한 두 가지의 요소로 구성된 것으로 여겨졌다.: 각각 다른 것과 관계해서 정지된 상태로 있는 고정된 별들, 그리고 그 고정된 별들과 관련해서 한 해의 행로 위에서 움직이는 방랑하는 별들(고대 그리스어: ἀστέρες πλανῆται 아스테레스 플란네타이).
그리스의 그리고 다른 가장 초기의 천문학자들에게 있어서 그 무리는 지구를 제외하고 그 육안으로 식별 가능한 다섯 행성을 의미했다. 엄밀히 "행성"(行星, planet)이라는 용어는 이 다섯 개의 객체에게만 적용었음에도 불구하고, 이 용어는 나중에 특히 중세 때 태양과 달(때때로 "발광체(發光體, Light)들"이라고 함.)을 포함하여 총 일곱 행성으로 정해져 범위가 넓어졌다. 오늘날 점성가들은 이 정의를 유지한다.
고대의 점성가들에게 행성은 신(神)들의 뜻과 인간사에 미치는 그들의 직접적인 효력을 표현했으며, 현대의 점성가들에게 행성은 무의식에서의 본능적 욕구나 충동을, 또는 경험의 차원을 표현하는 조정자들이 흐르는 에너지를 표현한다. 그것들은 황도대의 열두 별자리와 열두 하우스에서 다른 특성들로 그들 스스로들을 나타낸다. 행성들은 서로 각(角, aspect)의 형태로 관계하기도 한다.
현대 점성가들은 행성 효력의 근본에서 차이가 있다. 혼(Hone)은 행성이 중력 또는 다른 알려지지 않는 작용을 통해서 효과를 직접 발휘한다고 기술했다. 다른 사람들은 행성들이 그들 스스로들로서는 직접적인 영향력을 갖고 있지 않지만 우주의 기본 구성 원리의 거울이라 했다. 다른 말로 하면, 우주의 기본 경향은 프랙탈 같은 방식으로 그리고 "위에서와 같이 아래도" 어디서나 스스로를 반복한다. 따라서, 하늘에서 행성이 만드는 모양은 인간의 본능적 충동의 썰물과 밀물을 반영한다. 또한 행성은 특히 중국의 전통에서 자연의 근본적인 힘과 연관되기도 한다.
아래의 목록은 고대 시대 이래 점성학적 행성들과 서양 점성술에서 주요 초점과 관련된 특정 의미와 분야이다. 힌두 점성술에서 행성은 나바그라하 또는 구요성으로 알려져 있다. 중국 점성술에서, 행성은 중국 풍수(風水)에 중요한 역할을 하는 음(陰)과 양(陽) 그리고 오행(五行)의 기운들과 연관된다.

## 행성의 기호
이 표는 (천문학과는 별개인) 점성술의 행성들과 그것들과 연관되는 그리스와 로마의 신들을 열거한다. 대부분의 경우, 행성들의 영어명은 로마의 신 또는 여신의 이름에서 파생되었다. 또한 로마의 신과 유사한 그리스의 신의 융합이 흥미롭다. 어떤 경우에 그것은 두 개의 다른 이름을 가진 같은 신이다.
| 행성             | 기호               | 로마 신            | 그리스 신                            | 힌두 신                        | 연관 | 의미 (유럽)                                                                      | 의미 (베다) |
| ---------------- | ------------------ | ------------------ | ------------------------------------ | ------------------------------ | ---- | -------------------------------------------------------------------------------- | --- |
| 태양 (Sun)       | Sol                | 솔 아폴론          | Ἥλιος (헬리오스) Ἀπόλλων (아폴론)    | सूर्य (수리야)                   | 고대 | 태양의 화신 예언의 신; 헬리오스는 "태양"을 의미한다.                             | 태양의 신 아디티와 카시야파의 아들, 수리야는 "최고의 빛"을 의미한다. |
| 달 (Moon)        | First quarter moon | 루나 (luna) 디아나 | Σελήνη (셀레네) Ἄρτεμις (아르테미스) | चंद्र (찬드라)                   | 고대 | 달의 화신 사냥의 여신; 셀레네는 "달"을 의미한다.                                 | 달의 신 인간 본성의 성급함과 관련됨, 주신(lord) 시바의 머리에 항상 깃털이 발견됨. 찬드라는 "빛남"을 의미한다. |
| 수성 (Mercury)   | Mercury            | 메르쿠리우스       | ʽἙρμῆς (헤르메스)                    | बुध (부다)                      | 고대 | 전령 신                                                                          | 그의 지성으로 알려진 한 행성 신. 부다는 "자각", 똑똑함, 지능, 현명함, 박식한 사람, 총명한 또는 현명한 사람 |
| 금성 (Venus)     | Venus              | 베누스             | Ἀφροδίτη (아프로디테)                | शुक्र (슈크라)                   | 고대 | 연애의 여신. 베누스는 "사랑" 또는 "성적 욕망"을 의미한다.                        | 아수라의 조언자. 다산과 열정과 연관됨. 신들에게 대항하는 전쟁에서 언제나 악마들을 돕는다. 슈크라는 "명석함, 순수함, 밝음 또는 맑음"을 의미한다. |
| 화성 (Mars)      | Mars               | 마르스             | Ἀρης (아레스)                        | मंगल (망갈라)                   | 고대 | 전쟁의 신                                                                        | 대지의 아들 이 행성은 신부들의 불운함과 연관된다. 체력과도 관련있다. |
| 세레스 (Ceres)   | Ceres              | 케레스             | Δημήτηρ (데메테르)                   | देवी (샥티i)                     | 현대 | 계절의 여신; 데메테르는 "대지의 어머니"를 의미한다.                              | 힌두교에서 매우 신성한 어머니. 샥티는 "힘, 세력, 권력, 에너지 또는 능력을 의미한다. |
| 목성 (Jupiter)   | Jupiter            | 유피테르           | Ζεύς (제우스)                        | गुरू, बृहस्पती (구루, 브리하스파티) | 고대 | 신들의 지도자; 유피테르는 "하늘의 아버지"를 의미한다.                            | 신들의 조언자/구루/스승 악마들에 대항하는 전쟁에서 언제나 신들을 돕는다. 구루는 "스승" 또는 "사제"를 의미한다. 브리하스파티는 "기도 또는 헌신의 주신"을 의미한다. |
| 토성 (Saturn)    | Saturn             | 사투르누스         | Κρόνος (크로노스)                    | शनि (샤니)                      | 고대 | 농경의 신                                                                        | "의무"의 신. 정당하게 의무를 수행하지 않는 사람을 처벌한다. 사투르누스(샤니는 22.5년 마다 사람을 시험한다. 그 시험은 7.5년의 기간(사데사티) 동안 지속된다. 단어 샤니(शनि)의 어원은 다음에서 유래한다.: 샤나예 크라마티 사(शनये क्रमति सः): 예를 들어, 토성이 약 30년에 걸쳐 태양 주위를 공전하는 것처럼, 느리게 움직이는 하나. |
| 천왕성 (Uranus)  | Uranus             | 카일루스           | Ουρανός (우라노스)                   | वासुकी, वासव (바수키)              | 현대 | 하늘의 화신. "우라누스"와 "카일루스" 모두 하늘을 의미한다.                       | 인도의 푸라나들에서 신화상의 뱀왕 |
| 해왕성 (Neptune) | Neptune            | 넵투누스           | Ποσειδῶν (포세이돈)                  | वरुण (바루나)                   | 현대 | 바다의 신                                                                        | 인도 신화에서 비의 신. 바루나는 "바다의 신"을 의미한다. |
| 명왕성 (Pluto)   | Pluto              | 플루톤             | Πλούτων (플루톤)/Ἅδης (하데스)       | कुबेर (쿠베라)                   | 현대 | 지하세계의 신. 하데스는 "보이지 않는 것"을 의미하며, 플루톤은 "재산"을 의미한다. | 부의 신 쿠베라는 주신 비슈누에게 그와 말다툼 후에 가정을 떠난 락슈미를 찾는데 돈을 빌려주었다. 쿠베라는 "기형임" 또는 "괴물같음"을 의미한다. |

### 일일 운동
| 행성             | 평균 속도 (지구중심) | 최고 속도 (지구중심) | 최저 속도 (지구중심) |
| ---------------- | -------------------- | -------------------- | -------------------- |
| 태양(썬)         | 00°59'08"            | 01°03'00"            | 00°57'10"            |
| 달(문)           | 13°10'35"            | 16°30'00"            | 11°45'36"            |
| 수성(머큐리)     | 01°23'00"            | 02°25'00"            | −01°30'00"           |
| 금성(비너스)     | 01°12'00"            | 01°22'00"            | −00°41'12"           |
| 화성(마스)       | 00°31'27"            | 00°52'00"            | −00°26'12"           |
| 세레스           | 00°12'40"            | 00°30'00"            | −00°16'00"           |
| 목성(쥬피터)     | 00°04'59"            | 00°15'40"            | −00°08'50"           |
| 토성(새턴)       | 00°02'01"            | 00°08'48"            | −00°05'30"           |
| 천왕성(유라너스) | 00°00'42"            | 00°04'00"            | −00°02'40"           |
| 해왕성(넵뉸)     | 00°00'24"            | 00°02'25"            | −00°01'45"           |
| 명왕성(플루토)   | 00°00'15"            | 00°02'30"            | −00°01'48"           |
| 팔라스(Pallas)   | 00°12'20"            | 00°40'30"            | −00°22'30"           |
| 유노(Juno)       | 00°14'15"            | 00°39'00"            | −00°18'00"           |
| 베스타(Vesta)    | 00°16'15"            | 00°36'00"            | −00°17'32"           |
| 키론(Chiron)     | 00°02'00"            | 00°10'00"            | −00°06'00"           |

## 역사
프톨레마이오스의 행성에 대한 논문들과 "그것들의 통치 아래에서" 태어난 사람들에게 미친 그것들의 효과는 1460년 경 남부 독일에서 "행성 서적들" 또는 플란네테뷔허(Planetebücher)라고 불리는 "목판본"의 형태로 나타났고, 그것은 17세기까지 엄청난 도상학적 영향력을 발휘한 독일 르네상스를 통해서 여전히 인기를 유지한다. 주목할 만한 초기의 견본은 1470년경의 볼페그의 하우스부흐이다. 더 이른 1459년의 한 원고에서도 한스 탈호퍼는 행성과 행성 아이들에 한 논문을 포함시켰다.
이 책들은 일반적으로 각각의 행성과 함께 남성과 여성의 티탄을, 예로서 토성에 크로노스와 레아를, 목성에 에우리메돈과 테미스를, 태양에 히페리온과 테이아를 달에 아틀라스와 포이베를, 수성에 코이오스와 메티스를, 금성에 오케아누스와 테티스를 목록화했다.
그들의 아이들로서 행성들로부터 물려받은 특성들은 다음과 같다.:
- 토성: 우울감과 무관심
- 목성: 사냥
- 화성: 군인 생활과 전쟁
- 태양: 음악과 체육
- 달: 물과 여행과의 연관
- 수성: 돈과 상업
- 금성: 호색과 욕정[16]

## 고대 행성

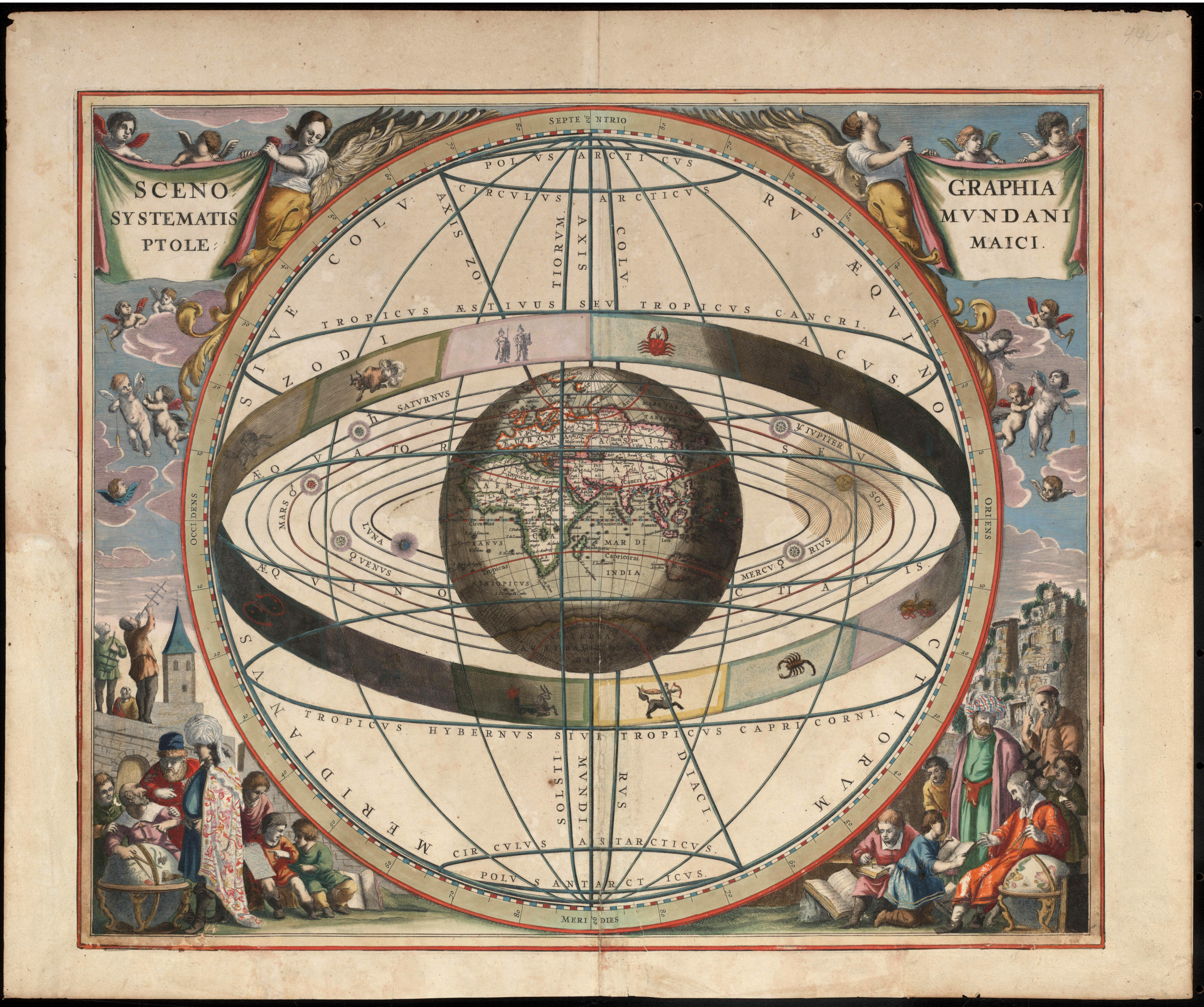
안드레아스 셀라리우스가 표현한 지구중심적인 프톨레마이오스의 체계, 1660~61년 작.

일곱 개의 고대 행성은 육안으로 관찰이 용이하며, 그렇게 고대의 점성가들에게 알려졌다. 그들은 태양과 달, 수성, 금성, 화성, 목성, 토성이다. 때때로, 태양과 달은 "발광체(the lights 또는 the luminaries)"라고도 한다. 세레스와 천왕성 또한 육안으로 볼 수 있지만, 고대 문화에서 그것들에 대한 기록은 나타나지 않는다. 고대의 일곱 행성에 부여된 점성학적 표현들은 고대 때부터 보전되어 오고 있다. 점성가들은 그 일곱 고대행성을 "일곱 개인과 사회의 행성들"이라고 칭했다. 왜냐하면, 그것들은 모든 개인들의 인간 본능적 욕구를 묘사한다고 했기 때문이다. 개인적 행성은 태양과 달, 수성, 금성, 화성이다. 사회적 또는 개인초월적 행성은 목성과 토성이다. 목성과 토성은 개인 안쪽의 개인적 행성들로부터 바깥쪽의 현대적, 비인격적 행성으로의 변천을 표현하므로 종종 개인초월적 또는 초절적 행성이라 불린다. 외부의 현대 행성인 천왕성과 해왕성, 명왕성은 종종 공통의 또는 선험적 행성이라고 부른다. 다음은 행성과 그것들과 연관된 특징들의 목록이다.

### 태양

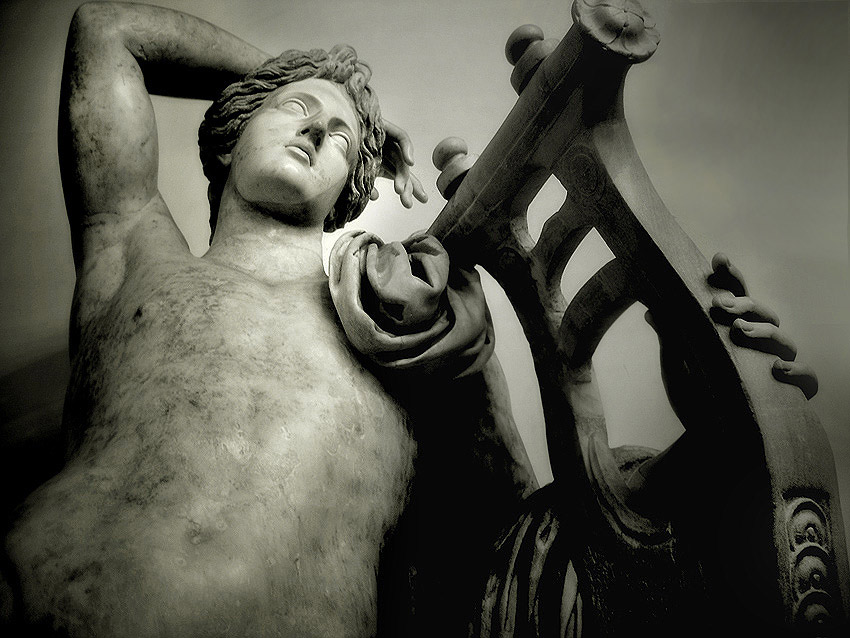
아폴론과 그의 리라

태양()은 사자자리의 주인이며 양자리에서 고양(Exaltation)한다. 그리스와 로마 신화에서, 태양은 빛의 신 아폴론으로 대표된다. 태양은 태양계의 중심에 있으며 지구와 그외 행성들이 주위를 공전하고, 우리에게 열과 빛을 제공한다. 매일마다 조금씩 다른 위치에서 뜨고 지며 매년마다 태양이 여행하는 호(arc)는 그런 까닭에 태양을 주위의 지구 스스로의 궤도의 반영이다. 한 해동안 그 호는 낮과 밤의 그리고 계절간의 더 극적인 차이를 만드는 적도의 위도로부터 더 먼 남쪽 또는 북쪽에 있다. 태양은 황도대의 그 매년의 여정에 열두 별자리들을 지나며 각각 한 달 정도씩을 보내며 여행한다. 그러므로 누군가의 출생에 있어서 태양의 위치는 일반적으로 그 또는 그녀의 "태양" 궁(宮, sign)이라 불린다. 그러나, 태양궁의 배치는 각각 회귀황도대와 항성황도대를 따르는 행성의 계산 체계의 다름으로 인해 (별자리가 매월 약 22~23도씩 변하는) 서양 점성술과 힌두 점성술간에 차이가 있다.

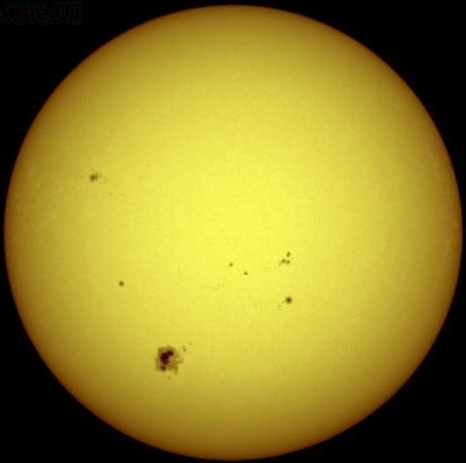
태양계의 중심에 있는 항성, 태양.

점성학적으로, 태양은 보통 의식적 자아와 자신, 그것들의 표현, 개인의 힘, 자존심, 권력, 지도자로서의 자질 그리고 창조성의 원리, 자발성, 건강과 활력, "생명력"이라 이름 붙은 모든 것들을 묘사한다고 여겨진다. 1세기의 시인 마르쿠스 마닐리우스는 그의 8000 구의 서사시 《천문학(Astronomica)》에서 태양 또는 솔을 친절하고 호의적으로 묘사했다. 의학에서 태양은 심장과 순환계, 흉선과 연관된다. 아유르베다에서, 태양은 생명력(프라안~샥티)을 다스리며, 담즙 기질(핏타)과 위장, 뼈와 눈을 다스린다. 현대 점성술에서 태양은 다섯 번째 하우스와 황도대의 사자자리의 주인이다.
태양은 일요일과 연관된다. 단테 알리기에리는 태양을 음악의 자유과와 연관지었다. 중국 점성술에서 태양(太陽)은 양(陽), 활동적, 적극적인 남성의 삶의 행동원리를 대표한다. 인도 점성술에서 태양은 수리야라고도 불리며, 영혼, 자아, 활력, 왕권, 높은 지위의 사람, 통치정부, 아버지를 의미한다. 다양한 힌두교 경전들에서 수많은 이름들로 숭배된 그는 행성들의 왕이며, 아마도 (떠오르고, 떠있고, 지는) 각각 다른 단계들에서 힌두교의 삼신일체의 화신으로서 여겨지는 유일신일 것이다. 힌두교의 신화에서 그는 대지에서 가장 위대한 가족을 만든 주체로서 결부되는데, 나중에 그의 후손들은 그의 이름이 있는 수리야반시(Suryavanshi)로, 그들 중 하나는 주신 라마(Rama)로 알려지게 됐다. 인도의 모든 전역에 그에게 봉헌하는 무수한 신전들이 있는데, 그중에 코나르크(오릿사)가 세계적으로 명성있다. 그를 경배하며 떠오르는 붉은 태양에게 물과 꽃들을 바치는 수리야 나마스카라(Surya Namaskara)라는 이름의 요가 자세는 태곳적부터 힌두 문화의 전통이 되어오고 있다.

### 달

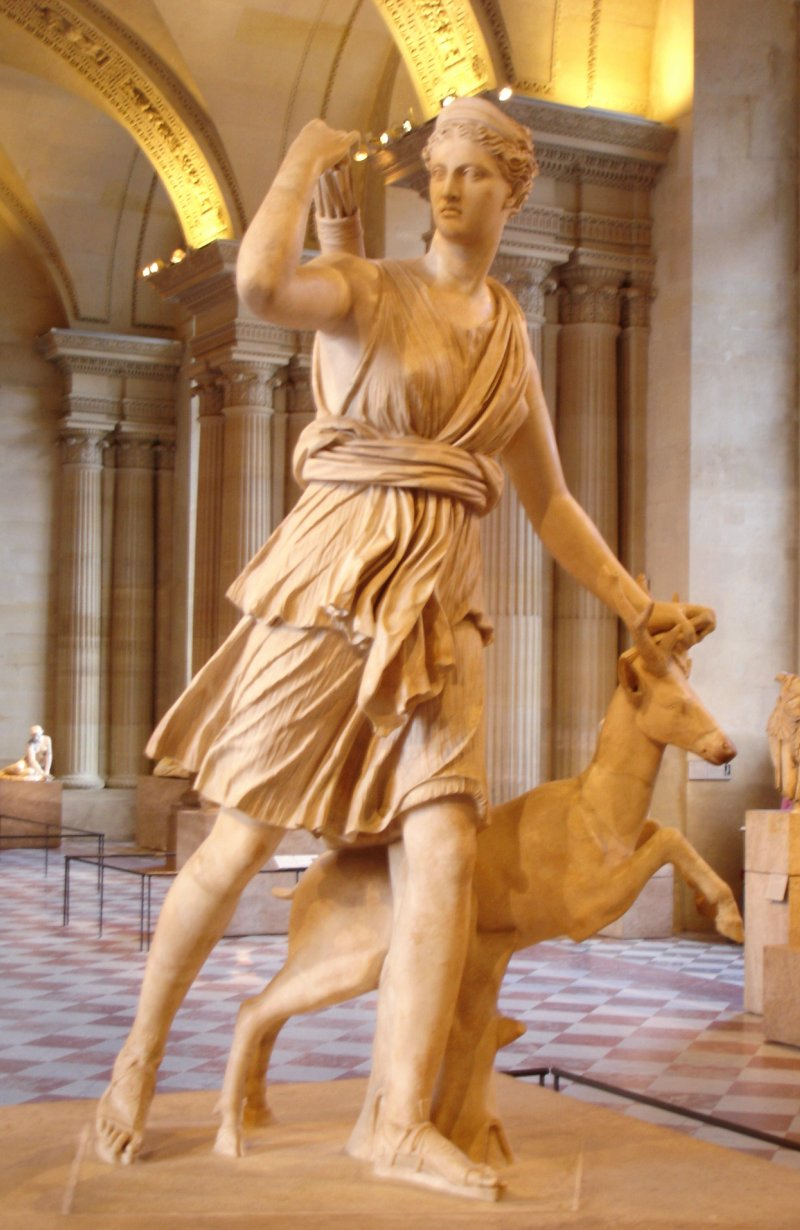
사냥의 여신 디아나

달()은 게자리의 주인행성이며 황소자리에서 고양된다. 로마 신화에서 달은 사냥의 여신 디아나로 대표된다. 달은 그 궤도가 안정되어 있으며, 조수의 규칙적인 밀물과 썰물을 만들어 낼 만큼 대지에 미치는 중력이 충분히 크다. 태음일은 대지에 대한 달의 궤도에 맞춰져 있다. 어떤 식으로 보면, 달은 언제나 지구에 대해 같은 면을 향하고 있으며, "달의 뒷면"으로 알려진 반대쪽 면은 우주를 향하고 있다. 점성학적으로 달은 무의식의 습관, 운율, 기억, 분위기 그리고 주위에 대해 반응하고 적응하는 능력과 연관 된다. 또한 그것은 어머니, 모성적 본능 또는 양육의 욕구, 가정, 안전의 욕구, 과거 특히 초기의 경험과 어린 시절과도 연관된다. 1세기의 시인 마닐리우스는 달 또는 루나를 우울감으로 표현했다. 의학에서 달은 소화기관과 위장, 폐, 난소, (반드시 월 주기로 일어나는) 월경, 그리고 췌장과 관련된다. 마닐리우스의 할당에도 불구하고 일반적으로 달은 점액기질과 연관된다. 그것은 정령을 다스린다. 현대 점성술에서, 달은 네 번째 하우스의 주인이다.

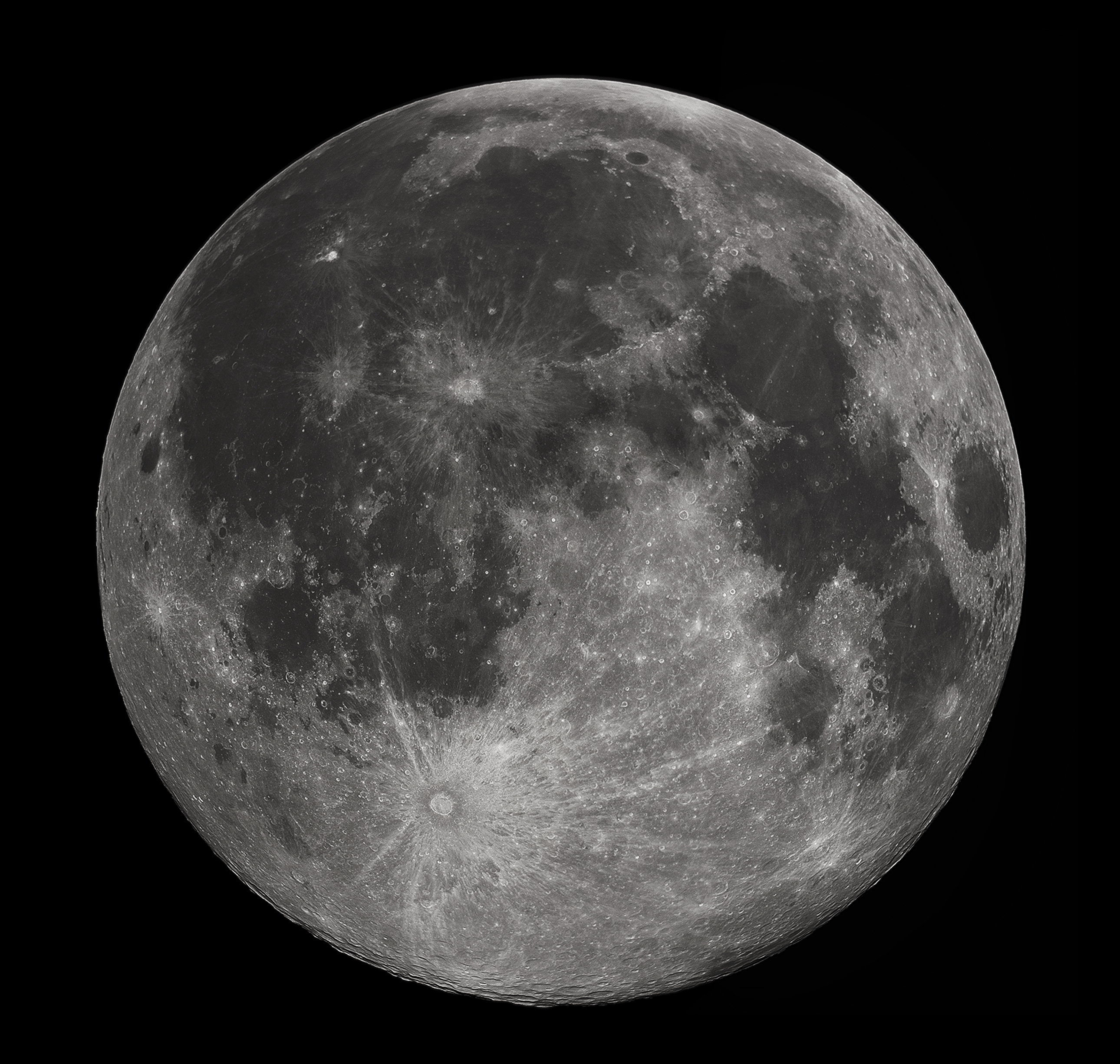
보름달

달 또는 루나는 월요일과 연관되며, 월요일의 이름이 루나로부터 유래한 로망스어들에 관련된다.(예: 루마니아어로 루니(luni), 프랑스어로 룬디(lundi), 스페인어로 데 루네스(de lunes), 이탈리아어로 루네디(lunedi))
중국 점성술에서 달(太陰, 태음)은 음(陰)과 수동적이며 수용적인 여성적 삶의 본질을 묘사한다. 인도 점성술에서 달은 찬드라 또는 소마라 불리며 마음, 여왕의 지위, 어머니를 상징한다. (라후라고 불리는) 북쪽의 달의 교점과 (케투라고 불리는 남쪽의 달의 교점)은 특유한 중요성이 있다고 여겨지며 아홉 나바그라하의 일부로써 일곱 개의 고대 행성과 같이 동등한 지위가 부여된다. 그리고, 인도 점성술에서 독특한 것은 28(또는 29)개의 달의 기지(station) 또는 저택(mansion)으로, 그것들은 개인의 삶의 진로를 나타네는데 주요한 중요성이 있다고 여겨진다.

### 수성

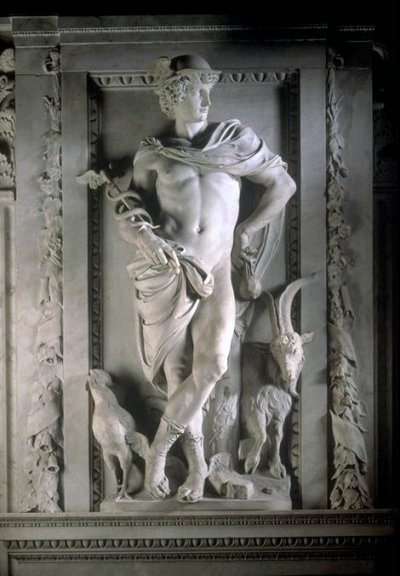
17세기 플라망족 조각가 아르튀스 퀼리뉘스작 머큐리우스.

수성()은 쌍둥이자리와 처녀자리의 주인 행성이며 후자의 별자리에서 고양된다. 이 행성은 같은 별자리(처녀자리)에서 주인지위와 고양됨이 있는 유일한 행성이다. 로마 신화에서 머큐리우스는 신들의 전령으로, 그의 빠르기와 신속함에 주목한다. 이것을 반영하듯, 모두 태울 듯 덥고, 공기가 없는 세계인 수성은 어느 행성보다 빠른 궤도로 태양 주위를 선회한다. 수성이 각각의 별자리에서 7.33일씩을 보내며 태양을 중심으로 궤도를 도는데는 88일 밖에 걸리지 않는다. 수성은 태양과 가까워서 태양이 진 후 지평선 너머의 태양을 따라가기 전까지 짧은 시간 동안 육안으로 관찰될 수 있다.
점성학적으로 수성은 의사소통의 원리와 심리 상태, 사고방식들, 합리성, 추론, 적응성, 변화성을 나타낸다. 수성은 학교 교육과 교양, 이웃, 형제, 사촌의 인접 환경, 단거리 운송, 전언, 그리고 편지와 같은 의사소통 방식, 메시지, 이메일과 전화, 잡지, 신문, 기고, 정보 수집 기술들과 신체적 민첩성을 다스린다. 1세기의 시인 마닐리우스는 수성을 번덕스럽고, 괘활하고 호기심 많은 행성으로 묘사했다.

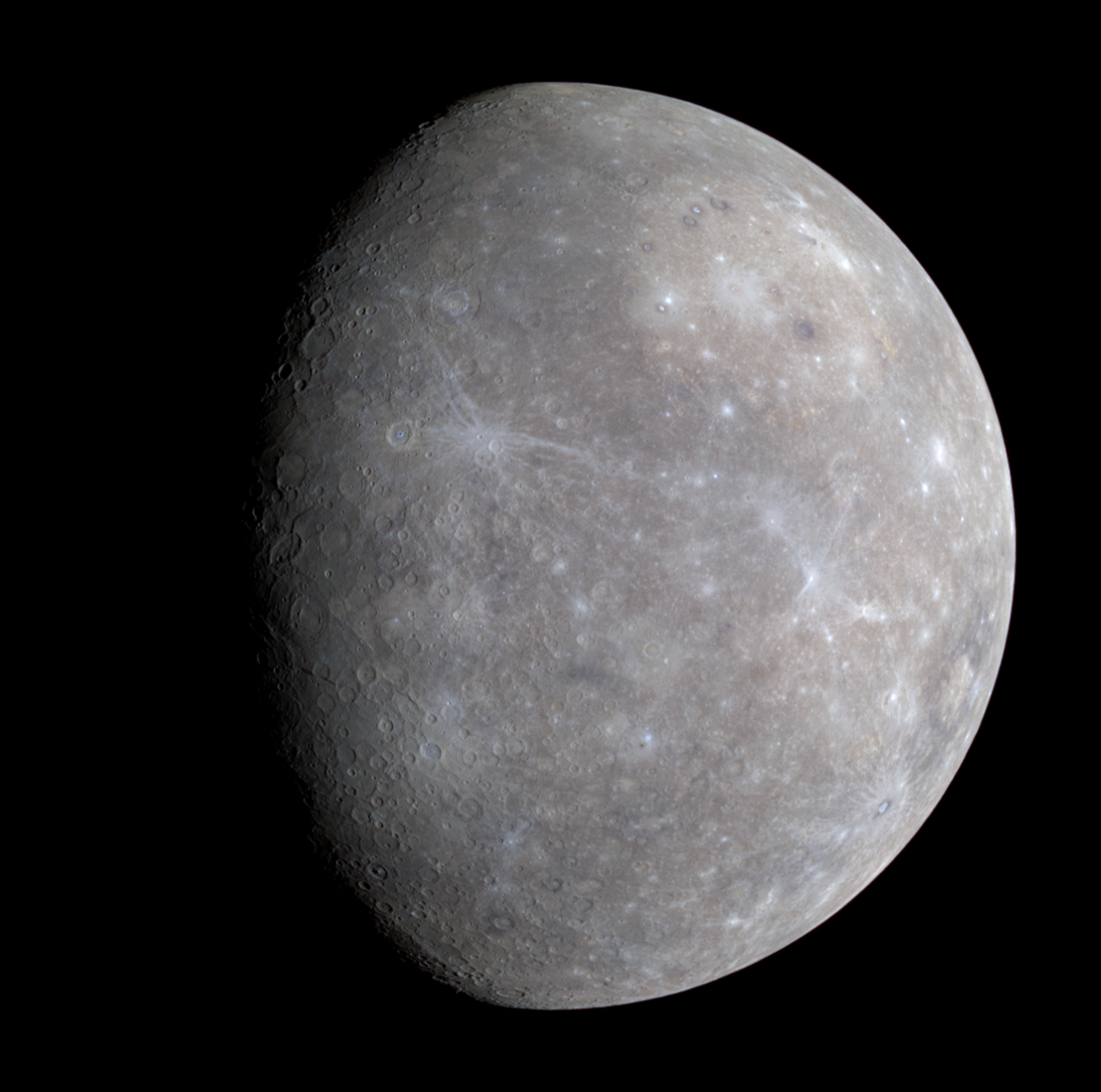
행성 수성

의학에서 수성은 신경계와 뇌, 호흡기관, 갑상선, 감각 기관과 연관있다. 황도대에서와 다른 행성들과의 어떤 각에서와 그 위치에 따르면, 이것은 전통적으로 본질상 춥고 건조함을 지닌다. 수성은 정령과 관련된다.
오늘날, 수성은 세 번째와 여섯번째 하우스의 주인으로 여겨진다. 전통적으로 이것은 1하우스에서 기쁨(joy)이 있다. 신화에서 수성은 신들의 전령이다. 이것은 매일매일의 표현과 관계들의 행성이다. 수성의 행동은 물질들을 나누고 그것들을 모두 되돌려 놓는다. 이것은 확실히 비감정적이며 호기심 어린 기회주의적 행성이다.
수성은 수요일을 다스린다. 로망스어에서 수요일의 단어는 종종 머큐리(Mercury)와 유사하다(루마니아어 "미에르쿠리(miercuri)", 프랑스어 "메르크레디(mercredi)", 스페인어 "미에르콜레스(miercoles)", 이탈리아어 메르콜레디(mercoledì)"). 단테 알리기에리는 수성을 변증법의 자유과와 연관지었다. 중국 점성술에서 수성(水星)은 물 원소와 관련된다. 인도 점성술에서 수성은 붓디(Buddhi)("지성")과 관련 있는 단어인 부다(Budha)로 불리며 의사소통을 상징한다.

### 금성

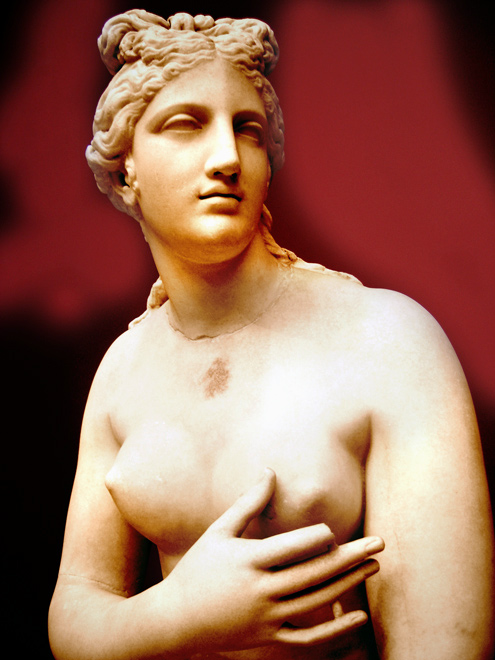
아테네 국립 고고학 박물관에 있는 비너스

금성()은 황소자리와 천칭자리의 주인 행성이며 물고기자리에서 고양된다. 로마 신화에서 베누스는 사랑과 아름다움의 여신으로 신들 사이에서 자극케 할 수 있었던 열정들로 유명하다. 그녀의 숭배는 로마 장교 판테온의 거의 모든 부대원들과 국가 간의 과거의 계약적인 관계들과는 반대로, 종교적으로 적법한 매력이며 도덕상 성스러운 유혹을, 그리고 마법을 통한 신성한 힘들의 비공식적 불법 조작을 표현할 수도 있다. 그녀의 역할의 양의성은 "매력, 마법의 미약"이라는 뜻에서 어근 *venes~(베네스)와 라틴어 venenum(베네눔)(독약, 독액)의 어원적 관계에서 암시된다.
금성은 224.7 ~ 225일 동안 각각의 별자리에서 약 18.75일을 보내며 태양 주변의 궤도를 돈다. 밤하늘에서 금성은 가장 밝은 달 다음인 두 번째로 밝은 객체이다. 이것은 보통 지구와 쌍둥이 행성으로 보여진다.
점성학적으로 금성은 조화와 아름다움, 균형의 원리와, 감정, 애정, 다른 사람과 교감하고 결합하려는 충동과 연관된다. 이것은 즐거움과 안락과 편안함을 위한 욕구를 포함한다. 금성은 낭만적 관계, 결혼과 사업적 동업관계, 성교(단어 'venery(베네리)'와 'venereal(베네레알)'의 기원), 예술, 유행과 사회 생활을 다스린다. 1세기의 시인 마르크스 마닐리우스는 금성을 관대하고 다산성이며 좀 덜 유익한 행성으로 묘사했다.
의학에서 금성은 요부, 정맥, 부갑상선, 인후, 콩팥과 관련된다. 금성은 적당이 온화하며 촉촉하다고 여겨지며, 담즙기질과 연관된다. 금성은 두 번째와 일곱번째 하우스의 주인이다.
금성은 금요일의 행성이다. 루마니아어와 스페인어, 프랑스어 그리고 이탈리아어 같이 라틴어에서 파생된 언어들에서 종종 금요일을 뜻하는 단어는 단어 Venus(비너스)(각각 vineri(비네리), viernes(비에르네스), vendredi(벤드레디), venerdì(베네르디))와 유사하다. 단테 알리기에리는 금성을 수사학의 자유과와 연관지었다. 중국 점성술에서 금성(金星)은 유연성 없고, 강하며 영속하는 쇠 원소와 관련된다. 인도 점성술에서 금성은 슈크라로 알려져 있으며 부와 기쁨, 재생산을 상징한다. 노르웨이의 이교에서 이 행성은 사랑과 미와 다산의 여신 프레이야와 결부된다.

### 화성

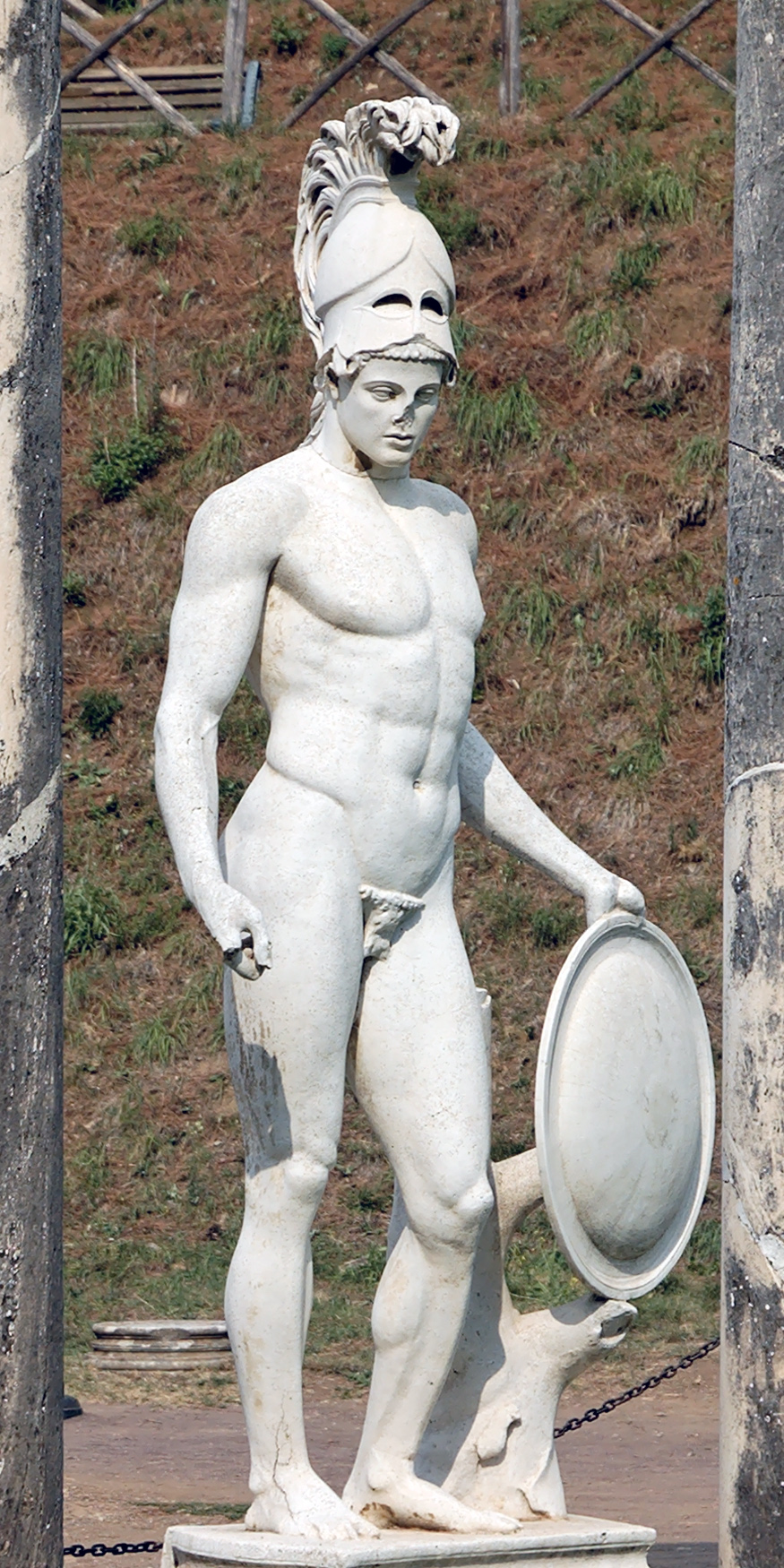
빌라 아드리아나 외곽에 있는 마르스

화성()은 양자리와 전갈자리의 주인 행성이며 염소자리에서 고양된다. 마르스는 전쟁과 유혈의 신으로, 그의 상징은 창과 방패이다. 화성의 토양과 인간 혈액의 헤모글로빈은 둘 모두 철분이 풍부한데, 그런 까닭에 그것들은 뚜렷한 심홍색을 공유한다. 그는 유피테르 다음가는 유력신이었고 로마 군단들의 숭배를 받는 군사의 신들 중 가장 저명했다.
화성은 황도대의 각각의 별자리에서 약 57.25일씩을 지내며 687일 주기로 태양을 공전한다. 또한 이것은 궤도에서 바깥쪽으로는 가장 첫 번째 행성으로써, 태양을 따라 지지 않는 첫 번째 행성이 된다. 화성은 두 양극에 영구한 빙원들을 가지고 있다. 극지방의 겨울 동안은 계속되는 어둠 속에 놓이게 되어, 표면이 냉각되고 대기의 25~30%의 퇴적물이 CO2의 얼음(드라이아이스) 판(板)을 야기시킨다.
점성학적으로 화성은 자신감과 자기주장, 공격성, 성생활, 에너지, 힘, 야망, 충동성과 연관있다. 화성은 일반적으로 스포츠, 경쟁, 육체활동을 다스린다. 1세기 시인 마닐리우스는 이 행성을 열렬하며, 좀 덜 유해한 행성으로 묘사했다. 의학에서 화성은 성기, 근육기관, 생식선,	부신을 관장한다. 전통적으로 화성은 덥고 심히 건조하며 담즙기질을 다스린다. 이 행성은 열병, 사고, 외상, 고통, 수술과 관계된다.
현대 점성술에서 화성은 첫 번째와 아홉번째 하우스를 다스린다고 한다. 그러나, 전통적으로 화성은 세 번째 그리고 열번째 하우스와 연관있다. 금성이 전체의 관계적 대기의 경향이 있는 반면, 격렬한 충동과 행동, 남성적 용모, 훈련, 의지력, 정력의 경향이다.

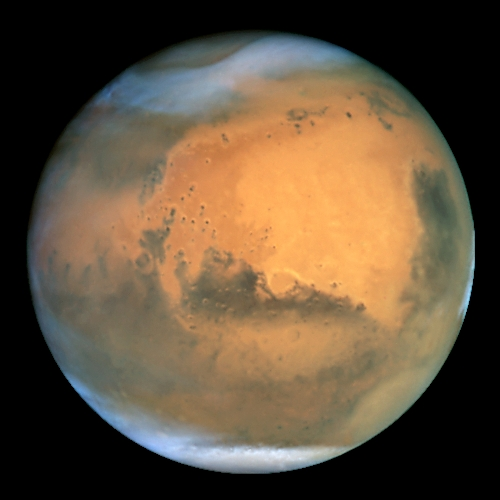
행성 화성

화성은 화요일과 연관있고, 로망스어군에서 화요일을 의미하는 단어는 종종 Mars(마르스)(루마니아어 marţi(마르티), 스페인어 martes(마르테스), 프랑스어 mardi(마르디), 이탈리아어 marted(마르테드)와 유사하다. 영어 "Tuesday"(튜스데이)는 "Tyr's Day"(티르의 날)의 현대화된 형식인데, 여기서 Tyr은 Mars의 게르만어파 동류어이다. 단테 알리기에리는 화성은 산술의 자유과와 연관지었다. 중국의 전통에서, 화성은 격렬하며, 정력적이고 모험적인 불 원소가 다스린다. 인도 점성술에서 화성은 망갈라라고 부르며 원기와 자신감 그리고 자아를 상징한다.

### 목성

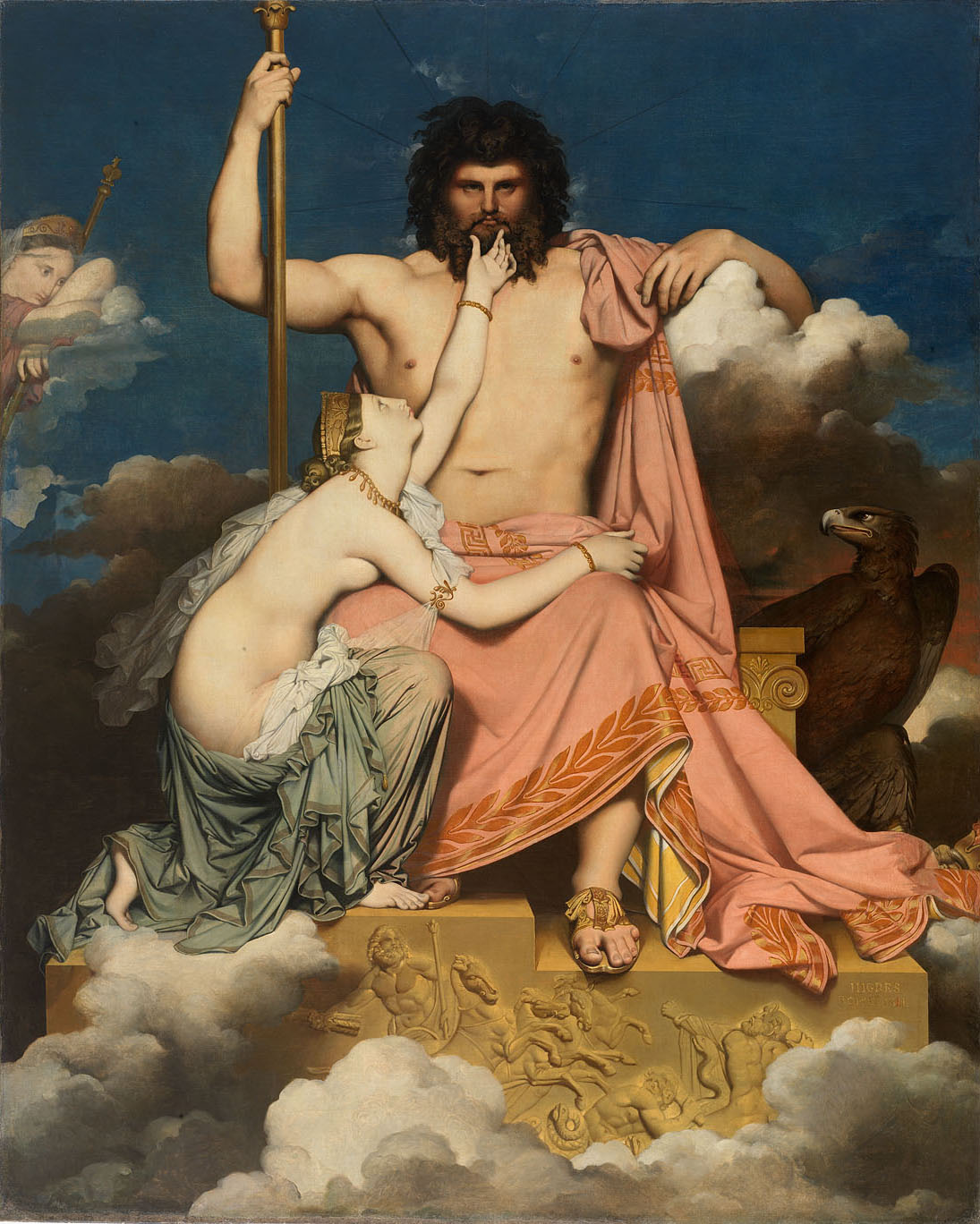
유피테르와 테티스(1881년). 장 오귀스트 도미니크 앵그르 작. 캔버스에 유채. 액상 프로방스의 그라네 미술관.

목성()은 사수자리와 물고기자리의 주인 행성이며 게자리에서 고양된다. 로마 신화에서 유피테르는 신들의 통치자이며 그들의 수호신이며 보호신이고, 그의 상징은 천둥번개이다. 로마인들은 유피테르에게 다른 민족들이 그래왔던 것보다 더 경의를 표해 왔기 때문에, 그가 그들에게 패권을 수여했다고 믿었다. 유피테르는 "신들과 도시의 관계는 안심이라는 점에서 보호의 원천이었다." 그는 로마의 최고위 관료들과 내부 체제와 외부 관계의 신성한 권력자이다. 공화정 제국의 카피톨에 있는 그의 상징은 로마의 고대 왕들과 최고위 집정관과 관련된 왕보와 제국의 훈장들을 지닌다.
같은 방식으로, 행성 목성은 다른 행성들의 왕이며, 밝은 색상의 구름들과 격렬한 폭풍들로 장관을 이루며 그 크기에서 거대한 행성이다. 몇몇 점성가들은 목성이 그 거대한 중력을 사용해서 많은 혜성들과 소행성들을 태양계로부터 포획하거나 추방시킴으로써, 그러지 않으면 그것들이 지구와 내행성들에게 위협이 되므로, 보호하는 중요한 역할을 한다고 믿는다. 목성은 황도대의 각각의 별자리에서 거의 1년(361일)씩을 보내며 11.9년의 주기로 태양을 공전한다. 게다가, 목성은 하늘에서 (태양과 달, 금성 다음의) 네 번째로 밝은 객체이다.

점성학적으로 목성은 성장의 원리, 팽창, 번영, 그리고 행운과 연관이 있다. 목성은 장거리와 해외 여행, 고학력, 종교 그리고 법을 다스린다. 이것은 자유와 탐험의 욕구, 인도주의, 보호하는 역할, 도박 그리고 음주가무와 연관된다. 1세기 시인 마닐리우스는 목성을 온화하고 자애로우며, 가장 유익한 행성이라 표현했다. 이것은 본질적으로 온난하고 습하며, 그래서 삶에 유리하다고 여겨진다. 

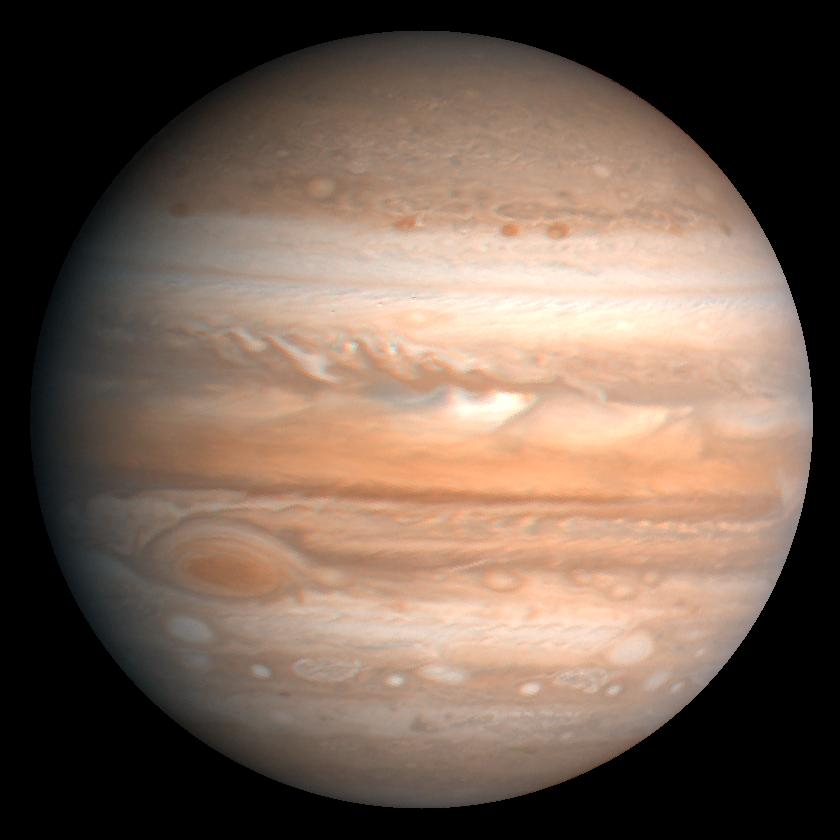
행성 목성

 의학에서 목성은 간, 뇌하수체, 비만 성향과 연관있다. 이것은 다혈기질을 다스린다. 현대에서 목성은 아홉번째와 열두 번째 하우스의 주인이 된다고 한다. 그러나, 전통적으로 목성은 두 번째와 아홉번째 하우스에 할당된다.: 각각 가치의 하우스와 신념의 하우스.
목성은 목요일과 연관있다. 그리고, 로망스어에서 화요일을 뜻하는 이름은 종종 Jupiter(유피테르)(예: 루마니아어 jo(조), 프랑스어 jeudi(제우디), 스페인어 jueves(후에베스), 이탈리아어 giovedì(지오베디))로부터 유래한다. 단테 알리기에리는 목성을 기하학의 자유과와 연관지었다. 중국 점성술에서 목성(木星)은 인내심 있고, 근면하며 신뢰가는 나무 원소가 다스린다. 인도 점성술에서 목성은 구루 또는 브리하스파티로 알려져 있으며, '대사부(great teacher)'로 알려져 있다.

### 토성
토성()은 염소자리와 물병자리의 주인 행성이며 천칭자리에서 고양된다. 로마신화에서 사투르누스는 농경의 신, 문명과 사회질서 그리고 순응의 창조신이다. 이 기호는 큰 낫과 유사해 보이지만, 목성의 기호가 "십자가 위의 초승달"인 까닭에, 본래는 "십자가 아래 초승달"로 알려졌다. 토성을 에두르고 있는 유명한 고리는 인간한계의 법칙을 반영한다. 토성은 각각의 별자리에서 약 2.46년씩을 보내며 29.5년의 주기로 태양을 공전한다.

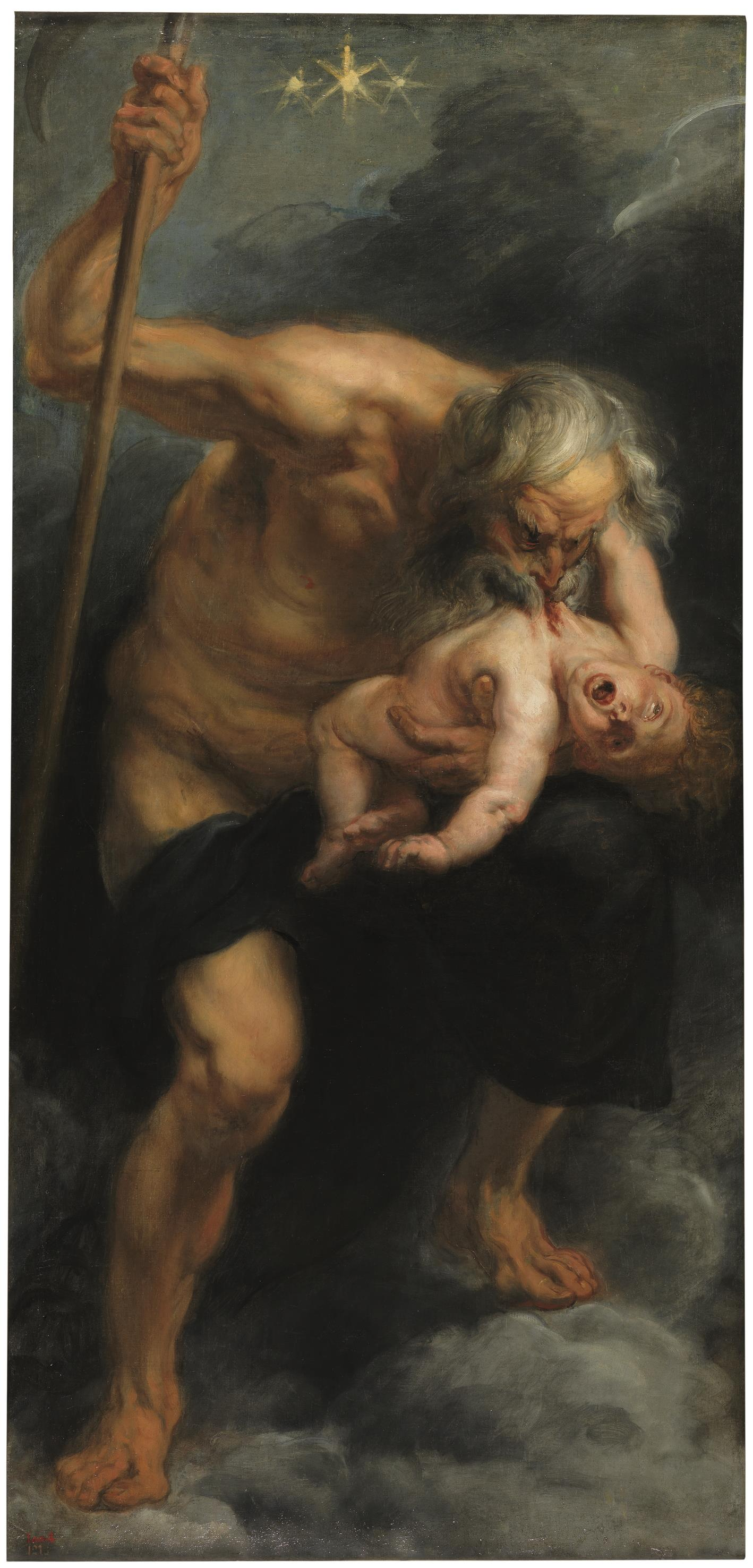
루벤 작, 친아들을 뜯어먹고 있는 사르투누스 (1636년). 마드리드에 있는 프라도 미술관.

점성학적으로 토성은 한계와 제한, 경계, 실용성과 사실, 결정화 그리고 구조와 연관된다. 토성은 야망과 경력, 권위와 계층, 그리고 사회구조에 순응함을 다스린다. 이것은 사람의 의무감, 규율과 책임감 그리고 고난 때의 육체적 정신적 인내와 관계된다. 또한, 토성은 장기간의 계획과 관련된 사람 측을 대표한다고 여겨지기도 한다. 토성의 복귀는 사람 각자의 인생에서 중대한 사건들이 일어날 것임을 보여준다고 한다. 1세기 시인 마닐리우스에 따르면, 토성은 슬프고 침울하며 차갑고, 아주 유해한 행성이다. 클라우디오스 프톨레마이오스에 의하면, "토성은 오른쪽 귀, 비장, 담, 뼈의 사성(司星, lord)이다." 토성은 춥고 건조하며, 그러므로 삶에 불리한 작용과 그러한 것들의 상징이다. 이것은 우울기질을 다스린다.
Sefer Yetzirah - GRA Version Kaplan 4:13(세페르 예치라 가온 랍베누 엘리야후(빌나 가온) 버전 - 카플라 4장 13절)에 따르면:
"그는 평화 위에 글자 레시(ר)를 왕으로 만들었다.
그리고 그는 왕권을 그곳에 묶었다.
그리고 그는 하나를 또 다른 것과 결합시켰다.
그리고 그것들과 함께 그는 만들어냈다.
우주에 토성을
그해 금요일
영혼의 왼쪽 콧구멍,
남성과 여성"
천왕성이 발견되기 이전에, 토성은 물병자리의 주인 행성으로 여겨졌다. 

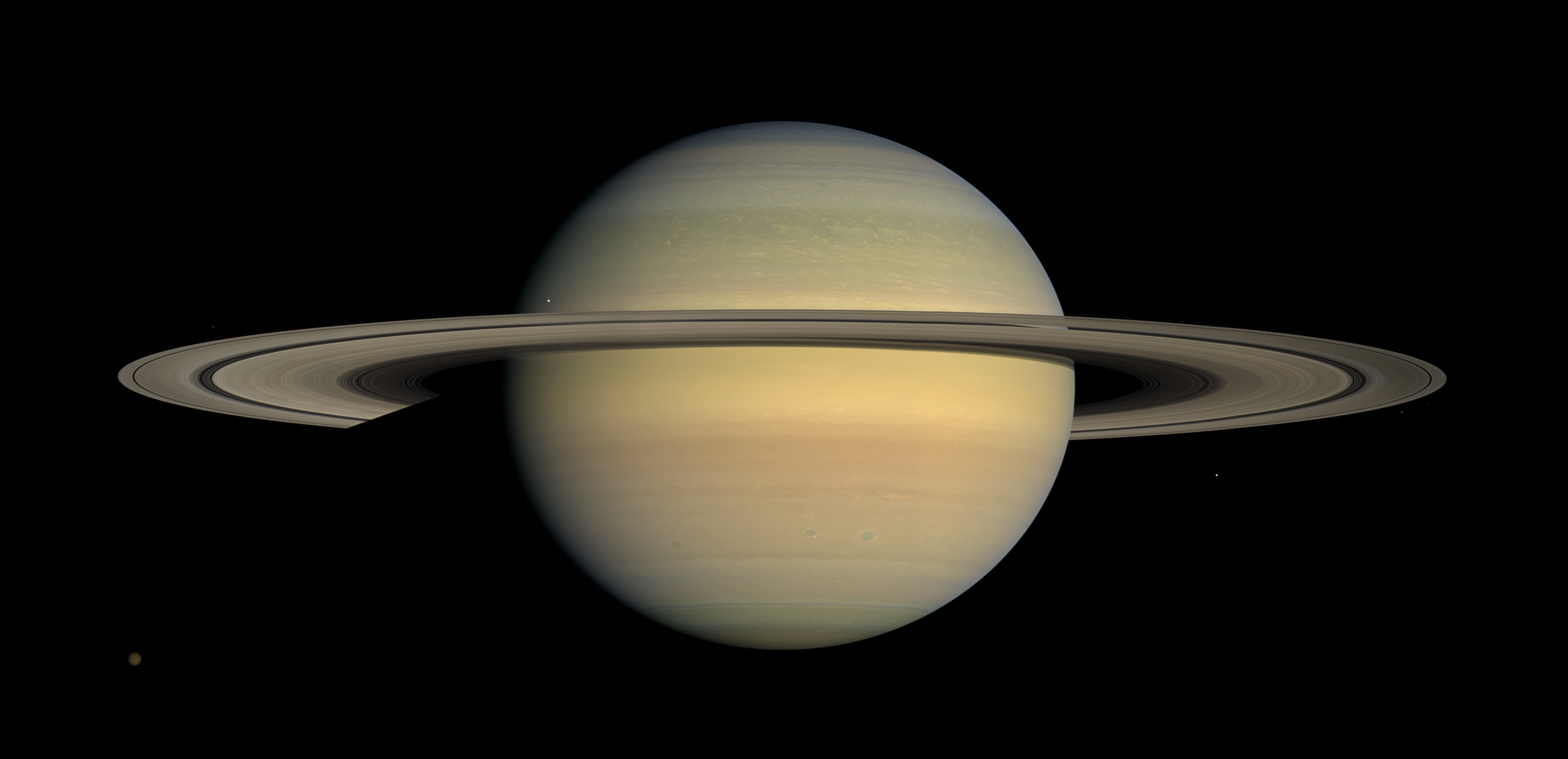
행성 토성

 많은 점성가들은 여전히 토성을 염소자리와 물병자리의 주인 행성으로 사용한다. 그러므로, 현대 점성술에서 이것은 열번째와 열한번째 하우스의 주인이다. 그러나, 전통적으로 토성은 첫 번째와 여덟번째 하우스와 연관된다.
토성은 사투르누스 신의 이름을 따서 지은 Saturday(토요일)와 연관된다. 단테 알리기에리는 토성을 astronomia(아스트로노미아)(점성술과 천문학)의 자유과와 연관지었다. 중국의 전통에서 토성(土星)은 온화하고 관대하며 협력적인 흙 원소를 다스린다. 인도 점성술에서 토성은 샤니 또는 "사니"라 불리며, 직업과 장수를 상징한다. 또한 이것은 불운과 고난의 초래자이기도 하다.

## 현대 행성
망원경의 발명 이래, 서양 점성술은 천왕성, 해왕성, 세레스, 명왕성 그리고 다른 천체들이 이것의 방법론으로 통합되어 오고 있다. 인도 점성술과 중국 점성술은 고대의 일곱 행성 체계를 유지하려는 경향이 있다. 현대 점성가들은 일반적으로 그것들이 발견될 당시의 세계에서 일어났던 주요 사건들에 따라서 의미를 부여해야 한다고 해오고 있다. 이러한 점성가들은 일반적으로 서양인인데, 그들이 묘사하는 사회적이고 역사적인 사건들은 서양의 불가피한 주안점을 지닌다. 점성가들은 "토성외곽"의 행성을 "비인간적인" 행성 또는 그들의 효과들이 사회의 모든 세대에 걸쳐 더 잘 느껴진다는 의미에서 "세대의 행성"으로 여긴다. 개인들에게 있어서 그것들의 효과는 개인의 출생 차트에서 그들이 얼마나 강하게 특징짓는지에 달려있다. 다음은 점성가들에 의해 수용된 그것들의 특성들이다.

### 천왕성

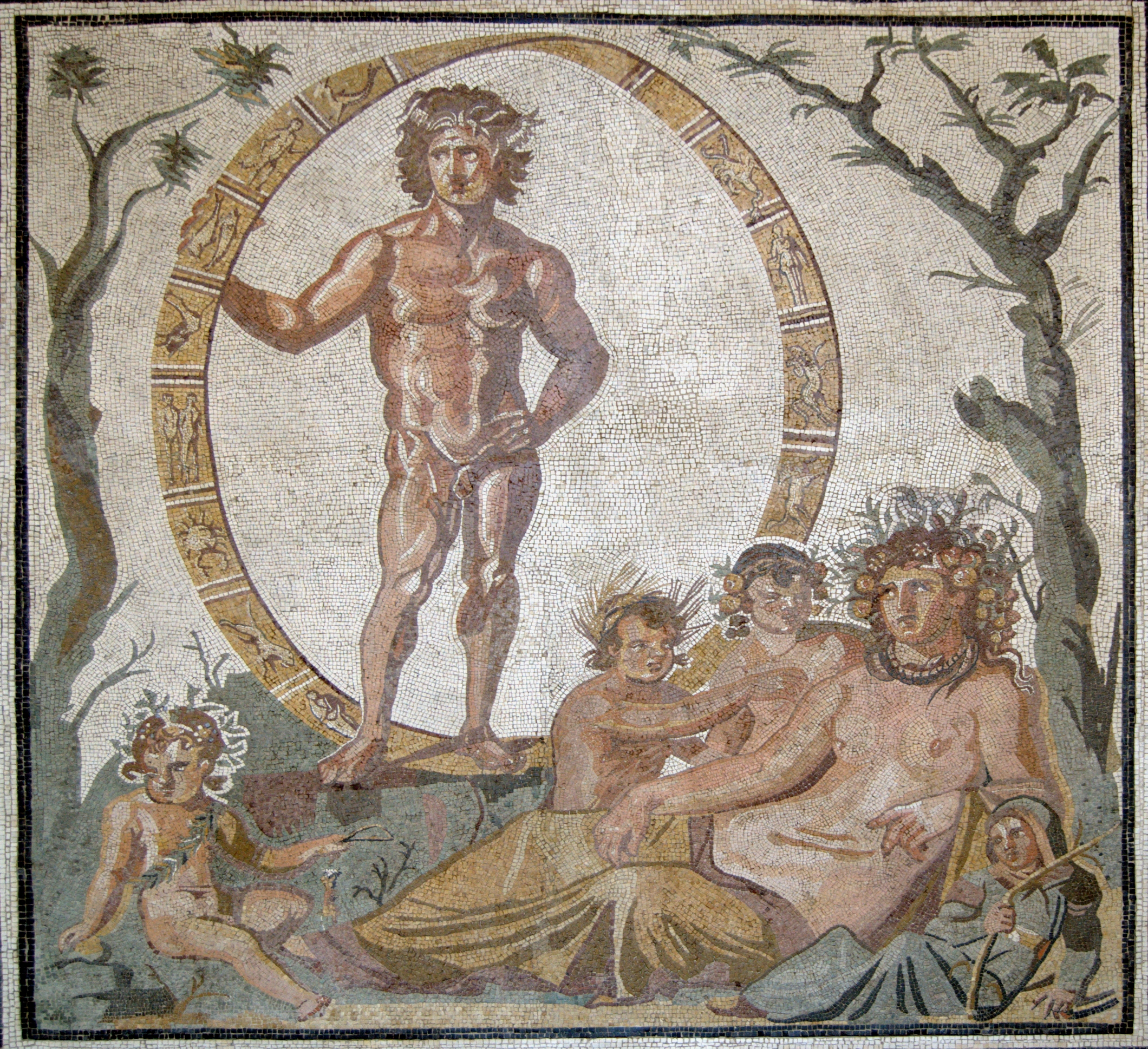
로마의 모자이크에서 테라와 함께 있는 우라누스

어떤 현대 서양 점성가들에게 행성 천왕성()은 물병자리의 주인 행성이며 전갈자리에서 고양된다. 그리스 신화에서 우라누스는 낮하늘과 밤하늘의 화신이다. 한자문화권에서는 천왕성(天王星)이라 부르는데, 직역하면 하늘의 왕의 행성이다. 천왕성은 이것의 궤도에서 한번씩 양극을 교대로 태양에게 보이도록, 그래서 천왕성이 한 바퀴의 공전 기간 동안에 양쪽 반구가 빛으로 목욕하고 암흑 속에 놓이는 사이를 번가르도록 옆으로 기울어져 자전한다는 점에서 다른 행성들에 비해 매우 특이하다.
천왕성은 황도대의 각각의 별자리에서 약 7년 간을 보내며 84년에 걸쳐 태양을 공전한다. 천왕성은 1781년에 윌리엄 허셜에게 발견되었다.

점성학적으로 현대적 해석은 천왕성을 천재, 개성, 새롭고 인습에 얽매이지 않은 관념, 발견, 전기, 발명, 그리고 산업혁명의 시작과 연관시킨다. 천왕성은 사회, 모임, 인도주의적이며 진보주의적인 이상에 전념하는 단체를 다스린다. 급작스럽고 예기치 않은 변화의 행성인 천왕성은 자유와 독창성을 다스린다. 사히에서 이것은 기존 체체를 뒤엎는 혁명적인 사건 뿐만 아니라, 급진적인 사상과 사람들을 다스린다. 

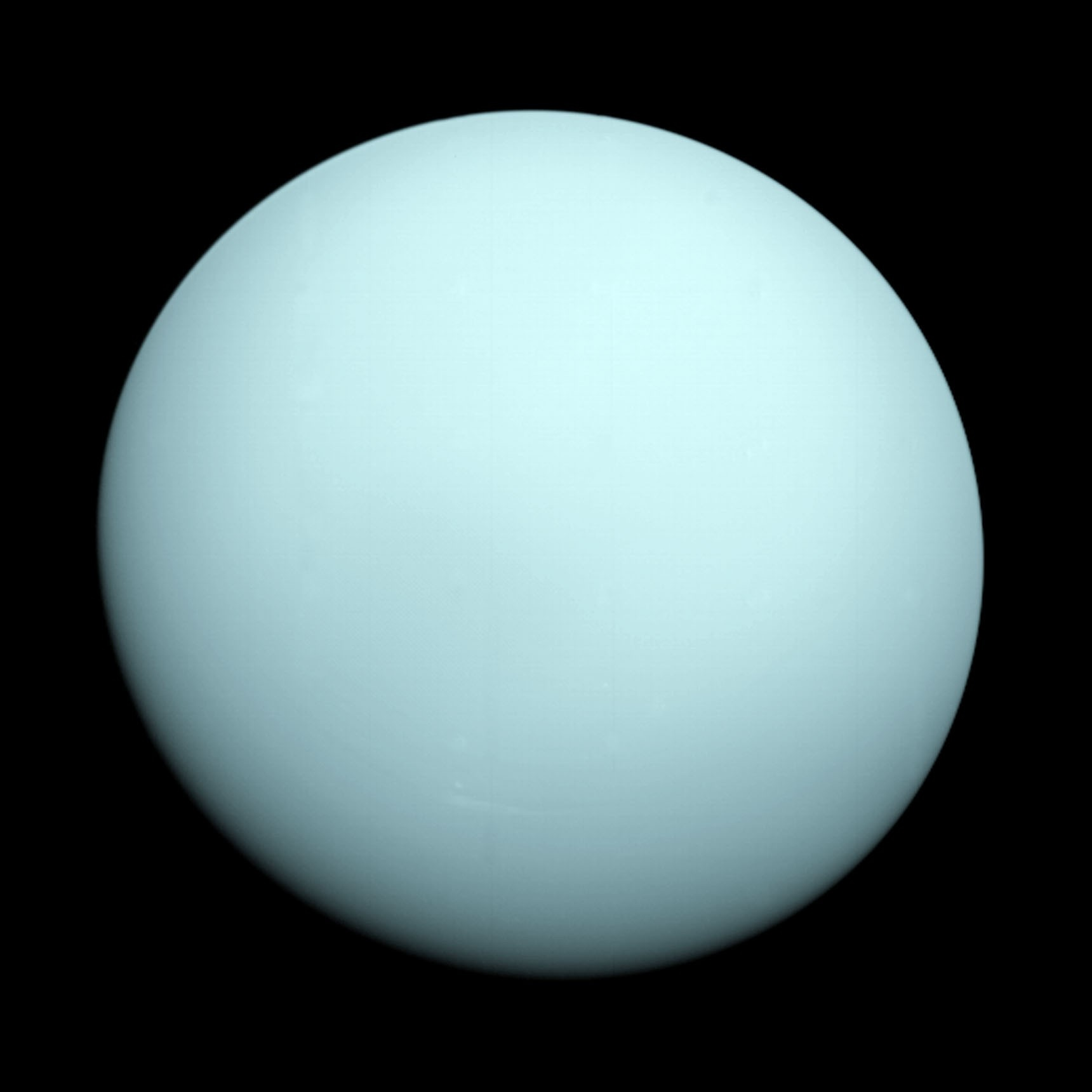
행성 천왕성.

 모든 행성들 중 천왕성이 대부분 천재를 다스리면서, 수성과 함께 수요일에 연관되었다.
예술과 문학에서, 천왕성의 발견은 개성과 표현의 자유를 강조하는 낭만주의 운동과 동시에 일어났다. 의학에서 천왕성은 특히 신경기관, 정신병, 쇠약, 히스테리, 경련과 발작에 연관된다. 천왕성은 현대 점성가들에게 11번째 하우스의 공동 주인으로 여겨진다.

### 해왕성

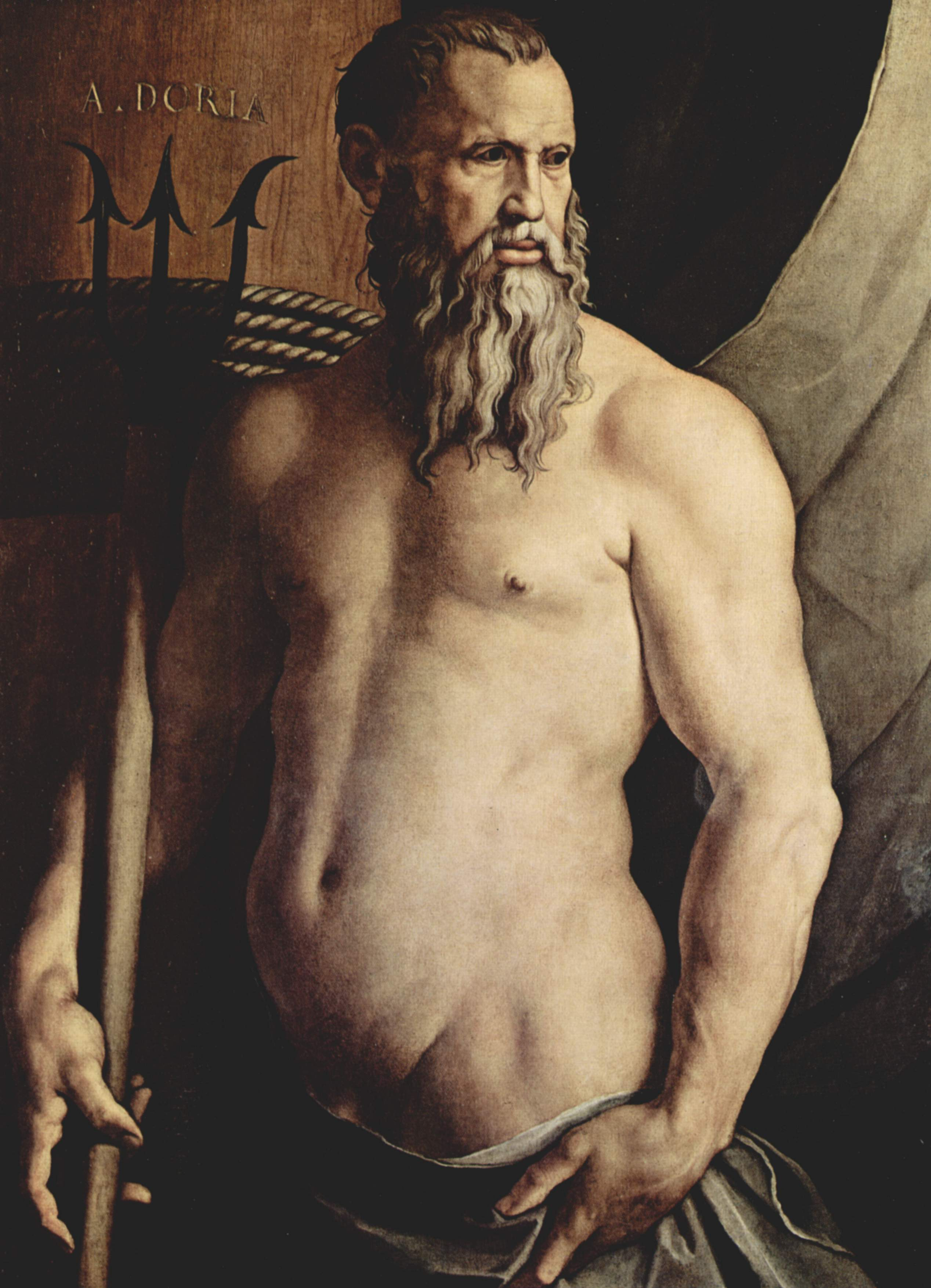
안젤로 브론지노: 넵투누스

많은 점성가에게 해왕성()은 물고기자리의 주인 행성이며 게자리와 사자자리에 고양된다. 영어 이름인 넵튠은 로마 신화의 바다의 신 넵투누스에서 따왔다. 해왕성이라는 이름은 한자어로써, 바다의 왕의 행성이라는 뜻의 해왕성(海王星)이라는 이름이 붙여졌다. 이것의 기호는 물질의 십자가가 관통하는 영적 존재의 곡선을 상징하는 넵투누스의 삼지창에서 직접적으로 인용되었다. 해왕성은 황도대의 각각의 별자리에서 거의 14년(13.75년)씩을 보내며 태양을 공전하는데 165년이 걸린다. 해왕성은 1846년에 발견되었다.
점성학적으로 현대 서양 점성가들은 해왕성을 창조성과 이상주의, 연민과 뿐만 아니라 환각과 혼란, 속임과도 연관짓는다. 해왕성은 병원, 감옥, 정신병원, 그리고 수도원과 같은 사회로부터의 은둔을 수반하는 곳을 다스린다. 해왕성의 출현은 마취통증의학과 최면술의 발견과 동시에 일어났다. 정치용어에서 해왕성은 독일, 이탈리아, 헝가리, 아일랜드, 세르비아와 같은 국가들에서, 이상화된 과거에 영감을 얻은 그들의 국가들의 독립을 추구하는 유럽 전역을 통한 민족주의 운동의 부활과 관련된다. 또한, 이것은 사회주의의 발생, 복지국가의 탄생과도 관련된다. 해왕성은 마르크스와 엥겔스가 "공산주의 선언" 처음으로 출판하던 때에, 공산주의의 유토피아적 이상과 동시에 나타났다.

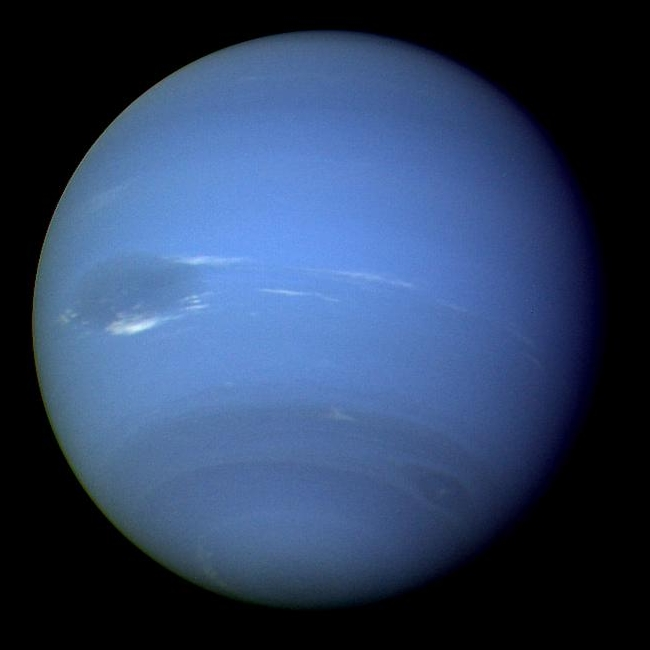
행성 해왕성

예술에서 인상주의 운동이 사실적 표현으로부터 빛과 색상의 미묘한 분위기 변화를 기반으로 하는 하나의 경향으로 분리되기 시작했다. 의학에서 해왕성은 특히 시상과 척추관, 심각하거나 기이한 질병 그리고 신경증과 연관된다. 해왕성은 현대 점성가들에게 열두 번째 하우스의 공동통치자로 여겨진다.
오늘날 현대 점성가들은 해왕성을 물고기자리의 주인으로 여긴다. 어떤 점성가들은 이 해왕성을 해석에 사용하고 있음에도 불구하고, 이 행성을 어떤 특정 별자리의 주인이라고 믿지 않는다.

### 명왕성

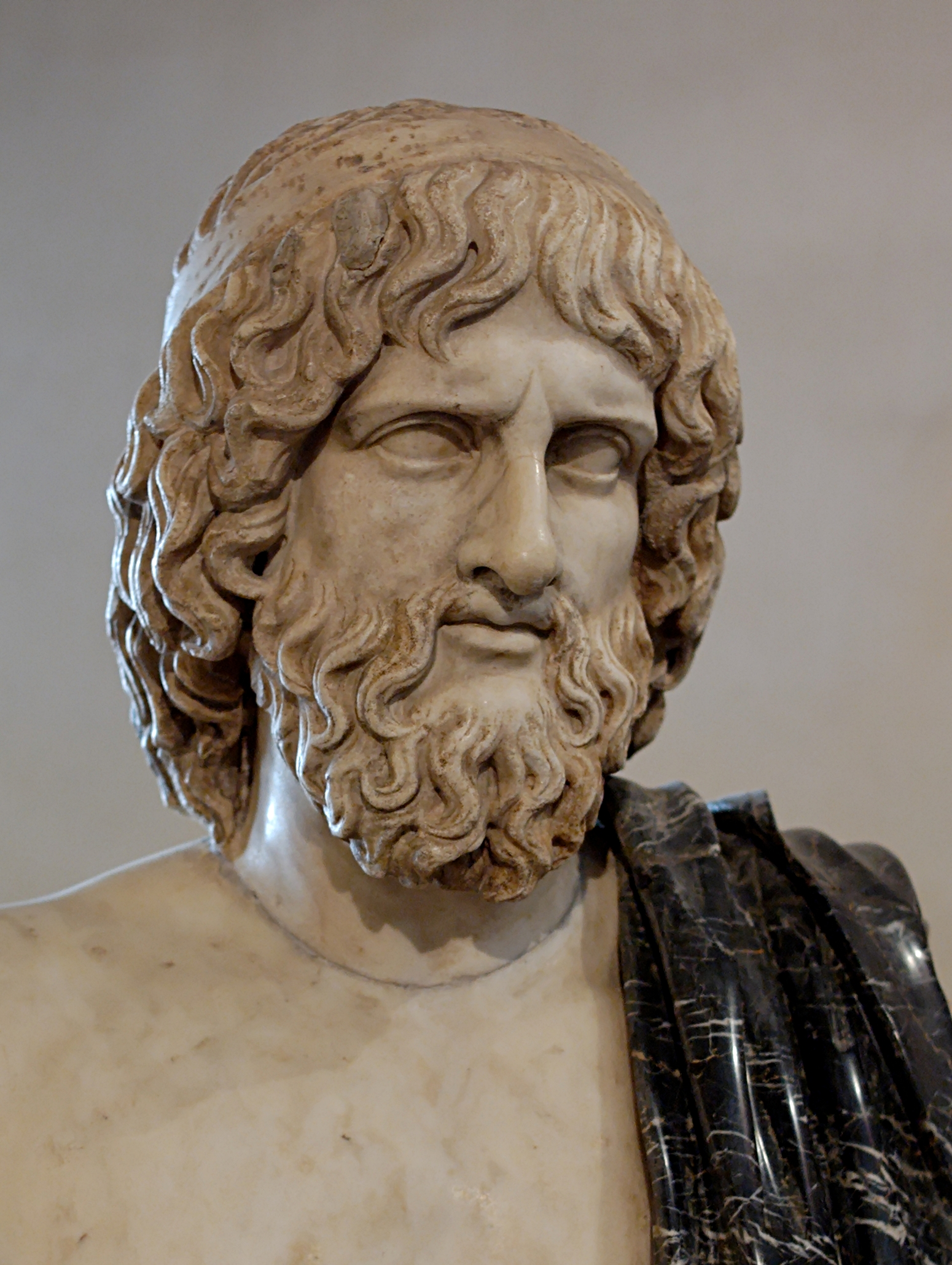
하데스의 흉상, 서력기원전 5세기의 그리스의 원본 이후의 로마의 사본 대리석 조각. 검은 망토는 현대에 더해짐.

명왕성()은 전갈자리의 주인 행성이며 사자자리에서 고양된다. 로마 신화에서 플루톤은 지하세계와 부의 신이다. 연금술의 실행이 거의 사라지고 난 후 삼백년이 지나서 연금술의 기호는 명왕성에게 주어졌다. 그러므로, 연금술의 기호는 물질을 초월하는 마음 위의 영혼으로 읽혀질 수 있다. 선정된 기호들은 유사한 기호를 가진 화성과 밀접한 연관성이 부여되었다. 플루톤 또는 하데스와 동양의 염라대왕의 유사성으로 인해, 중국으로부터 명계(冥契)의 왕이라는 뜻의 명왕성(冥王星)이라는 이름이 붙여졌고, 때때로 한월어로 염왕성(閻王星)이라고도 한다.
명왕성은 247년에 걸쳐 황도대를 완주하지만, 진전은 매우 변동이 심하다. 그것은 각각의 별자리에서 15년에서 26년 사이를 보낸다.
점성학적으로 명왕성은 "대 갱신자"라고 불리며, 그리고 묻혔지만 극심한 욕구와 충동을 표면으로 끌어냄과 기존 체제의 손실로도 그것들을 표현함을 통하여 다시 새롭게 만드려고 파괴하는 인간의 일면을 표현한다고 여겨진다. 일반적으로 명왕성을 의미하는 핵심어는 "변혁(變革, transformation)"이다. 이것은 능력과 개인적 숙련, 그리고 다른 사람들 각자가 죽지 않는다면, 그들과 협력하고 공유하려는 욕구와 연관된다. 명왕성은 큰 사업과 부, 광업, 수술, 탐정업무 그리고 진실을 밝히기 위해서 표면을 파헤치는 어떤 산업을 다스린다. 또한, 명왕성은 화요일과도 연관있다.
명왕성은 극도의 권력 그리고 타락과도 관련된다. 1930년에 명왕성의 발견은 유럽에서 제2차 세계대전을 일으킨 파시즘과 스탈린주의의 발흥과 동시에 일어났다. 그리고, 그것은 미국에서의 대공황과 조직 범죄의 급증과도 동시에 일어났다.

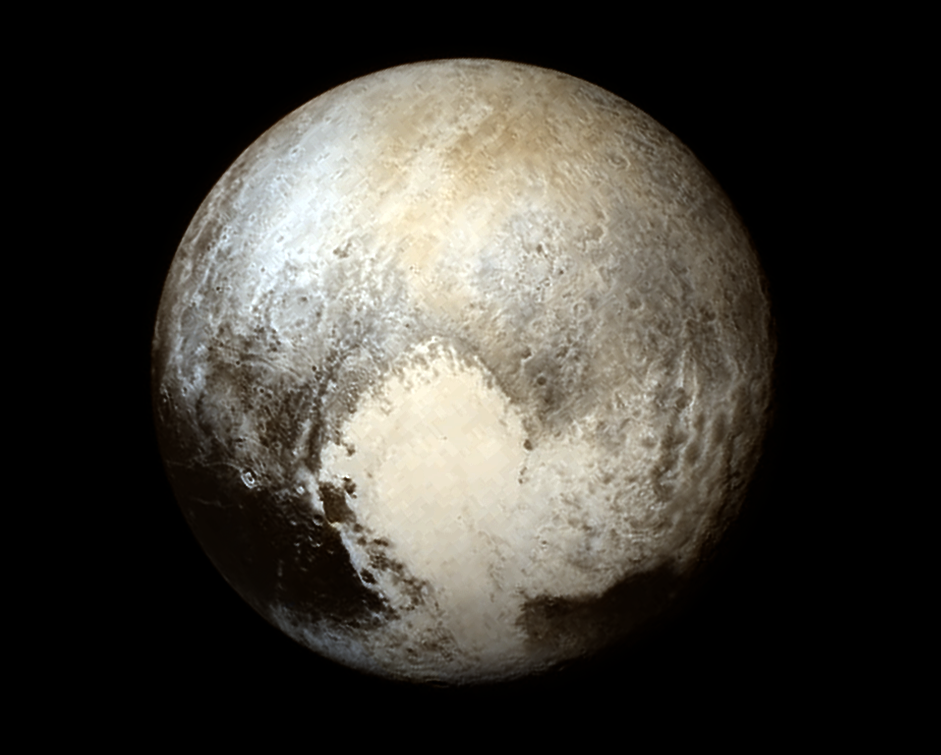
왜행성 명왕성

1913년경의 나중에 발견될 별자리로의 이것의 입장과 제1차 세계대전은 동시에 일어났다. 이것은 1930년대와 40년대의 연구에 기원을 두고 있는 핵무기의 확산과도 연관된다. 나중에, 이것은 미국의 대규모 소비자 사회들 그리고 소련의 전체국가를 받아들인 민주국가들, 이렇게 서로 냉전의 멀리하는 양극화된 핵보유국을 발생시켰다. 명왕성의 발견은 프로이트와 융이 무의식의 깊이를 탐구하기 시작한 현대 정신분석학의 탄생 직후에 일어났다.
현실의 시건과 문화에서, 명왕성은 중요한 점성학적 양상을 보여오고 있다. 예술에서 입체파와 초현실주의가 세계의 "정상적"인 견해를 해체하기 시작했다. 의학에서 명왕성은 세포형성과 생식기계를 포함하는 신체의 재생 능력과 연관있다고 보여진다. 명왕성은 현대 점성가들에게 여덟번째 하우스의 공동주인이 된 것으로 여겨진다. 많은 전통 점성가들이 명왕성을 주인 행성으로 사용하지 않지만, 높은 차원에서 낮은 차원의 공간으로 미치는 영향력의 투영을 완곡히 참조해서, 이 행성을 해석과 예언의 용도로 사용한다.

### 세레스

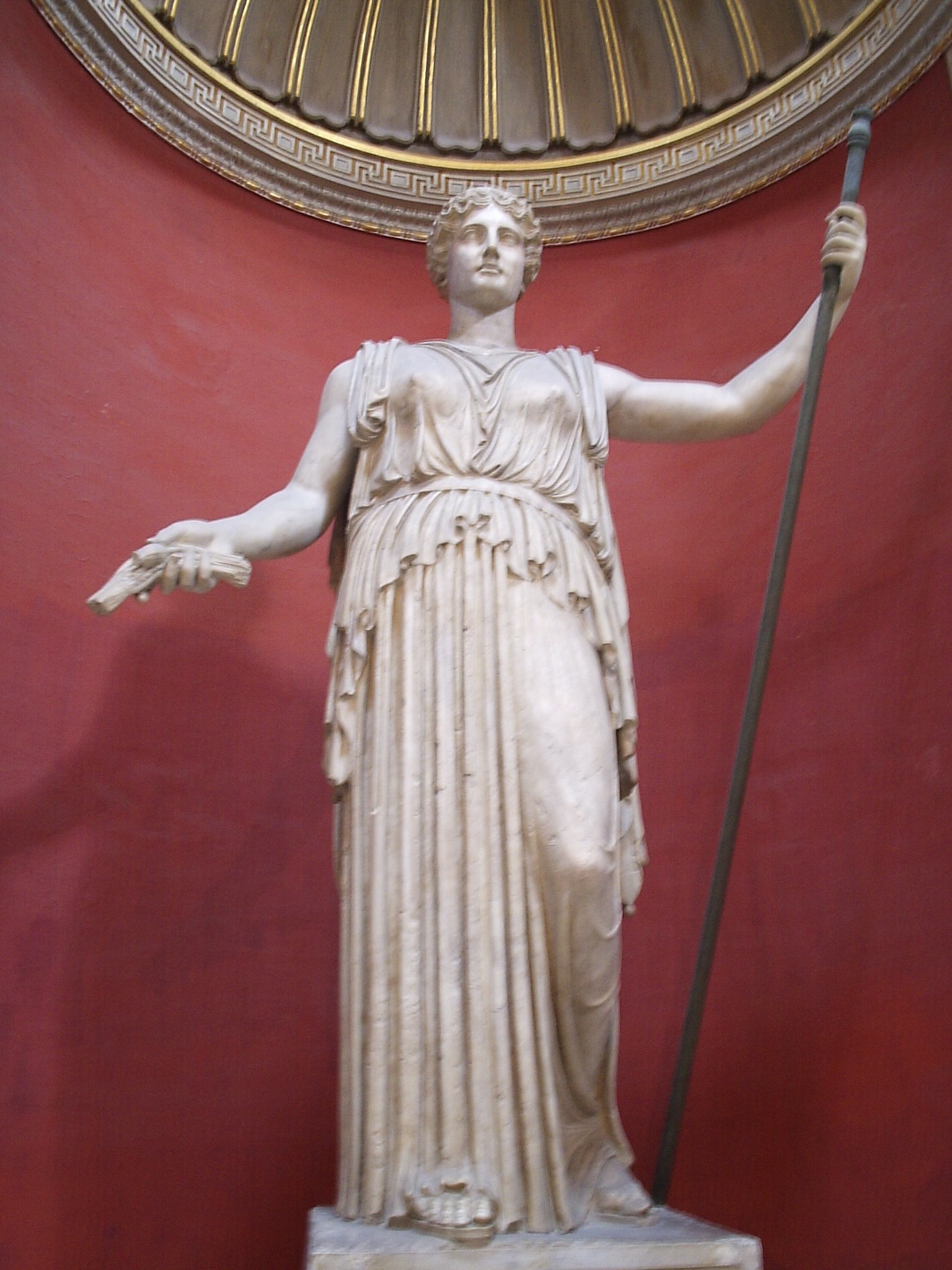
이탈리아 로마의 바티칸 미술관에 있는 케레스의 거대 조각상. 테메테르와 케레스는 때때로 곡물 다발을 들고 있는 작품에서 동일시된다.

세레스()는 태양계에서 인정된 가장 작은 왜소 행성이다. 이것은 1801년 1월 1일에 주세페 피아치에 의해 발견되었고 후에 농작물의 재배와 수확 그리고 모성애의 여신인 로마의 여신 케레스의 이름을 따서 명명되었다. 중국에서는 따라서 곡물의 여신이라는 뜻으로 곡신성(穀神星)이라 부른다. 이것은 소행성대 전체 질량의 약 1/3을 차지하여 발견된 첫 번째 소행성이다. 세레스의 분류는 한번 이상 바뀌었고 다소 불일치의 문제가 있다. 요한 엘레르트 보데는 세레스를 그가 화성과 목성사이에, 태양으로부터 4억 천 9백만 km(2.8 AU) 거리에 실재한다고 제안해 왔던 "누락된 행성"이 있다고 믿었다. 세레스에는 한 개의 행성의 기호가 할당되었고 약 반세기 동안 천문학 서적과 표에서 행성으로서 목록에 유지됐었다. 명왕성을 둘러싼 둘러싼 그리고 무엇이 행성의 구성 요소가 되는가에 대한 토론은 세레스가 행성으로 재분류되는 것이 검토되게 하였지만, 결국 세레스와 명왕성은 왜행성 범주의 첫 번째 구성원들이 되었다.
세레스는 매년 마다 2½ 보다 조금 넘는 별자리들을 지나며 매 4년 7개월에 걸쳐 황도대를 지난다.

신화에서 세레스는 그리스 여신 데메테르에 상당하는 로마의 여신이며 농경의 여신이다. 이 행성은 여성의 인생에서 임신과 9개월의 임신기간을 포함한 중요한 다른 변화들, 가족 유대와 관계뿐만 아니라, 성인 여성의 출산 문제와도 연관된다. 그러나, 세레스의 전형(典型)은 어머니만은 아니다. 어떤 점성가들에게 세레스는 처녀자리의 주인 행성이다.. 이것은 인류학에서 처녀 여신의 전형을 표현한다. 세레스는 종종 결혼하지 않은 독신 여성을 반영한다. 케레스는 결혼하지 않은 독신 여신이다. (점성술에 따르면, 세레스는 남편이나 배우자 없이 엄마가 된 것에 가까운 미혼 여신이다.) 보다시피, 세레스는 달 그리고 감정 상태와 매우 연관이 깊다. 달이 "모성애"의 극치를 표현하는 반면, 세레스는 우리의 실제와 본래의 모성이 어떠떻게 드러나는지를 표현한다. 자연의 모든 자원과 주기를 지배하는 여신으로서 케레스는 점성술에서 환경의 행성으로도 알려져 있을 수도 있다. 신화로 되돌아가서, 초기의 환경의 악인은 케레스 즉 테메테르에게 바쳐진 숲에서 나무들을 잘라내어 여신에게 끔찍한 굶주림으로 처벌받은 대지의 파기자인 에류시크톤의 인물이다. 

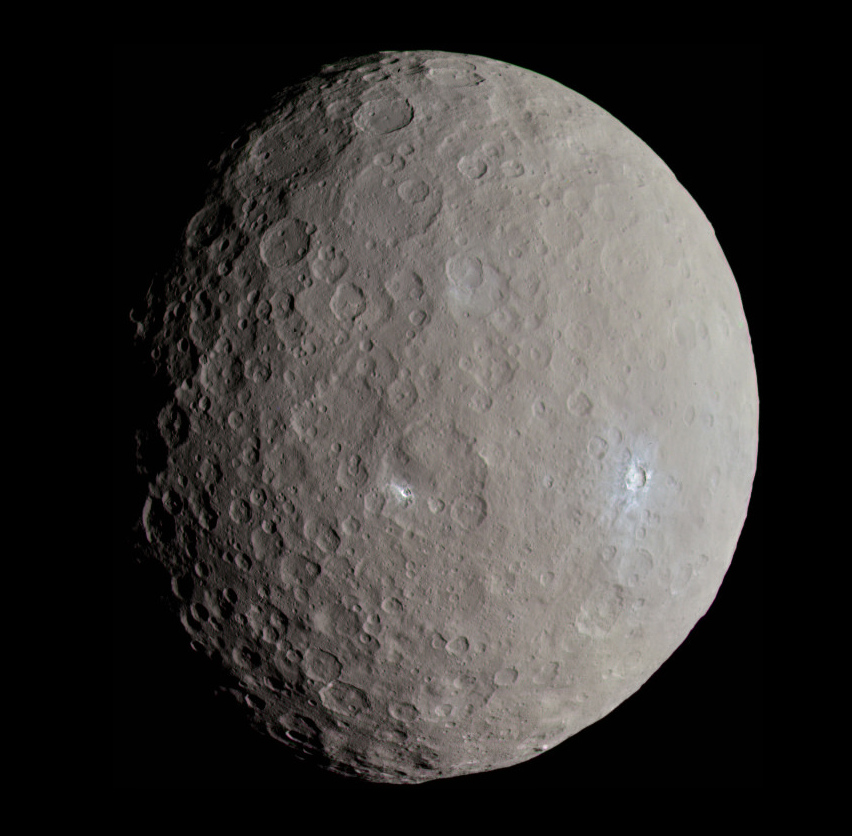
왜행성 세레스

 이런 의미에서, 세레스는 최근 기후 변화를 의식하게 된 사회적 반응의 새로운 전형이 되며, 우리의 자연과 12세기의 대체할 수 없는 자원을 보존하려는 욕구로써 우리의 집단적 무의식에 들어오고 있다. 그리고, 마치 생물학적 농경처럼 과거에 뿌리를 내리는 것은 본래의 맛과 건강에 좋은 양질의 것과 생태계의 책임과 지식을 찾는 미래로의 도약을 의미한다. 환경 또는 공동체의 활동가들을 위한 지시자로서 세레스는 어떤 점성가들에게 미래의 물결을 의미할 것이다. 점성술에서 세레스의 지위는 지금을 알 수 없다. 세레스가 어떤 별자리와도 관계되지 않는다는 가능성이 존재하지만, 이것이 처녀자리의 주인이라는 강한 제안이 있어오고 있다. 새로 발견된 모든 경우에도 베다 점성가들과 같은 일부에게는 절대로 그렇지 않을 것이다.

## 행성의 전통 비교
유라시아의 가장 대중적인 세 가지 전통으로 서양 점성술, 중국 점성술, 힌두 점성술은 그런 이유로 황도대와 행성의 의미 개념에서 상당량의 주제를 공유한다. 그 이유만으로는 사실상 수천년 동안 이 세 가지는 전파, 흡수, 학문 그리고 전 유라시아와 아프리카에 걸친 교역에 의해 공통으로 발전했기에, 이 세가지가 고대의 공통된 기원을 가지고 있다는 것을 부적절하게 굴곡시킬 수 있다.
서양과 힌두의 황도대는 중국 황도대의 열두 별자리처럼, 어조, 강조, 소재, 그리고 별자리의 적경의 차이에도 불구하고, 본질적으로 열두 개의 유사한 전형이 서로 상응한다. 그러나, 중국 점성술이 오원소(쇠, 물, 나무, 불, 땅)를 기반으로 하는데 반하여, 서양과 힌두의 점성술은 4원소(불, 땅, 공기, 물)를 기반으로 한다. 중국의 행성의 요소 개념은 분명히 화성(불), 토성(흙), 목성(나무)의 경우에서 서양과 힌두의 대응 부분과 상관있다. 중국의 물과 수성의 결합은 서양 점성술과는 맞지 않지만, 이 결합은 서양의 지성과 이유 그리고 의사소통과 같은 서양의 사고에서 "변덕스러운(mercurial)"의 낱말을 만드는 등 많은 물의 주제를 공유한다.
중국의 금성과 쇠(금속)의 결합은 먼저 서양의 사랑과 낭만의 개념과 본질적인 차이가 나타난다. 바빌로니아 신화에서, 그녀는 사랑과 전쟁 모두의 여신인 이슈타르와 동등하다. 중국의 쇠의 전형은 그들의 방식으로 굳어져, 고집 세고, 단호하며, 무뚝뚝하다. 그러나 금성의 서양 원소는 논리적이며 낙관적인 공기이다. 또한 쇠는 세련됐고, 삶에서 좋은 것들을 즐긴다. 서양 점성술에서, 금성은 세련되고, 논리적이며, 낭만적인 천칭자리와 관능적이며 고집센 황소자리 모두를 다스린다. 게다가, 어떤 자료들은 노르웨이 신화에서 금성이 금(금속) 원소와 관련된 프레이야에 부합되는 데서 금과 연관성을 가진다고 주장한다. 어떤 서양 점성가들은 서양의 체계에서 쇠는 공기와 같고, 베다 점성술에서 토성은 공기와 결부된다고 논하며 쇠는 토성의 성질과 더 연관된다고 믿는다.
중국의 5 원소의 주기는 서양의 4 주기와는 완전히 다르게 운용된다. 원소들 간의 불일치는 중국의 점성술로 잠겨진 그것들의 풍수에 의하여 명확화 될 수 있다. 풍수 나침반에서 오원소와 가시적인 다섯 행성은 북쪽으로 수성=물, 동쪽으로 목성=나무, 남쪽으로 화성=불, 서쪽으로 금성=쇠, 중앙에 토성(지구) 이렇게 기본 방향들과 중심점에 위치한다. 또한 이것은 양쪽의 모든 전통에서 금성이 서쪽을 다스리는 한 서양의 공기는 쇠와 가장 잘 부합됨을 시사한다. 중국 철학에서의 나무는 서양의 불의 원소에서 발견되는 특징들을 묘사한다.

## 태양계의 다른 천체
왜행성 세레스 뿐만 아니라, 팔라스()와 베스타()와 같은 어떤 소행성들은 쌍안경으로도(베스타는 육안으로도) 관찰이 용하지만, 이것들은 행성으로 인정되지 않았는데, 아마도 19세기 초까지는 주목되지 않았다. 19세기 초에, 세레스와 유노() 그리고 앞에서 말한 다른 두개의 소행성이 잠시 행성으로 여겨졌다. 소행성은 200년이 넘는 기간 동안 천문학자들과 점성가들 모두에게 알려져 오고 있는데도 불구하고, 종종 점성가들에게는 무시된다. 일부 점성가들이 뽑은 소행성들이 있는 차트들의 전통은 이 소행성들에서 비롯되었다. 1970년대의 키론()의 발견 이래, 천군학자들이 새로운 "행성"을 센타우루스군(혜성과 소행성 사이의 중간적 객체 종류)으로 여기고 있음에도, 어떤 점성가들은 이것을 포함시켜오고 있다.
21세기에, 세드나와 콰오아, 하우메아 그리고 에리스를 포함하여 몇 개의 새로운 행성크기의 천체가 발견되어오고 있지만, 몇몇의 더 전위적인 집단들이 그것들을 점성술에 합류시키려 해오고 있다하더라도 예언의 본류로는 합류되지 않았다.
혜성과 신성이 수천년 동안 관찰되고 논의되어 오고 있다. 특히 혜성들이 고대의 사람들에게 커다란 관심의 전조이며 다양한 점성학적 해석을 부여했다. 이 두가지의 모든 현상은 드물게 맨눈으로 관찰되며, 현대 점성가들에게는 무시된다.
지구근접의 소행성 크뤼트네가 황도대와 개인의 천궁도에 영향을 준다고 여겨진다. 키론과 혼동해서는 안되는 명왕성의 유일한 위성인 카론(charon)은 "소행성"처럼 간주되거나, 2006년에 국제천문연맹이 명왕성의 지위를 가장 멀리 있는 행성으로부터 강등시켰을 때, 그것에게 주어진 자격의 "왜행성"과 같은 지위가 부여된다.

## 가상 행성
몇몇 점성가들은 보이지 않거나 발견되지 않은 행성들의 존재에 대한 가설을 세워오고 있다. 1918년, 점성가 세퍼리얼은 지구의 "어두운 달" 릴리트의 존재를 제안했고, 점성술에서 같은 이름이 또한 (그리고 현재, 더 일반적으로) 실제 달의 궤도의 축에 적용하여 사용되고 있기는 하지만, 그 제안 이후로 몇몇 점성가들이 그들의 차트에 그것을 사용해 오고 있다. 우라니아 점성술로 알려진 20세기 독일의 점성술 학교는 해왕성의 궤도 뒤에 쿠피도, 하데스, 제우스, 크로노스, 아폴론, 아드메토스, 불카누스, 포세이돈과 같은 이름이 부여되고 그들의 가정상 궤도들이 차트화된 발견되지 않은 많은 행성들이 존재한다고 주장하기도 했다. 그러나, 그 궤도들은 천문학자들에 의한 해왕성 너머의 객체들의 더 최근의 발견들과 일치하지 않는다.
다른 점성가들은 또 다른 두 개의 행성 즉, 황소자리와 처녀자리 각각의 "진짜" 주인이 더 발견되어 황도대의 총 열두 개의 별자리가 각각 자신의 주인을 갖게 될 때가 온다는 이론에 초점을 맞춰오고 있다. 그것에 관련하여 그 행성들의 이름으로 불카누스(처녀자리의 주인)과 로마의 태양(황소자리의 주인)의 신 아폴론이 언급됐다. 이 이론의 또 다른 버전에서는 이제까지 발견된 현대의 행성들이 흙 원소와 에테르(aether)(다섯 번째인 격렬한 상층공기의 원소)를 남기는 공기(천왕성, 하늘의 신), 물(해왕성, 바다의 신), 불(명왕성, 지하세계의 신)의 알려진 고대 원소들과 일치한다고 서술한다. 바꿔 말하면, 그것은 (호라이와 같은) 흙의 신 또는 여신의 이름과 고층의 공기와 별들의 신 아이테르의 이름을 따서 지어질 발견된 두개의 행성이 있다는 주장이다.

테마 문디

## 별자리와 하우스의 주인 행성
서양 점성술에서, 행성 각각에 해당되는 기호는 그들의 여러 주인 행성이 있는 천궁도의 황도대 별자리 그리고 하우스와 연관된다. 예를 들어, 화성의 특징은 남성적, 충동적, 활동적이다. 양자리는 화성에 의해 통치되며 활동성 남성성의 전형을 표현하는 비슷한 특징을 지닌다. 유사하게, 첫 번째 하우스가 화성에 의하여 통치되며, 사람의 육체적 건강과 힘 그리고 그들이 스스로를 나타내는 방법을 다룬다.
표 1: 현대의 별자리, 하우스, 행성의 관계
| 별자리(Sign)          | 별자리(Sign) | 하우스(House) | 거주지 (Domicile)  | 손상 (Detriment) | 고양 (Exaltation) | 실패 (Fall)  | 행성의 기쁨(Joy) |
| --------------------- | ------------ | ------------- | ------------------ | ---------------- | ----------------- | ------------ | ---------------- |
| 양자리(Aries)         |              | 1번째 하우스  | 화성               | 금성             | 태양              | 토성         | 명왕성           |
| 황소자리(Taurus)      |              | 2번째 하우스  | 금성, 세레스       | 화성             | 달                | 천왕성       | 목성             |
| 쌍둥이자리(Gemini)    |              | 3번째 하우스  | 수성               | 목성             | 없음              | 없음         | 천왕성           |
| 게자리(Cancer)        |              | 4번째 하우스  | 달                 | 토성             | 목성              | 화성         | 금성             |
| 사자자리(Leo)         |              | 5번째 하우스  | 태양               | 토성             | 해왕성            | 수성         | 화성             |
| 처녀자리(Virgo)       |              | 6번째 하우스  | 수성, 세레스, 키론 | 목성             | 수성              | 금성         | 토성             |
| 천칭자리(Libra)       |              | 7번째 하우스  | 금성               | 화성             | 토성              | 태양         | 해왕성           |
| 전갈자리(Scorpio)     |              | 8번째 하우스  | 명왕성             | 금성             | 천왕성            | 달           | 토성             |
| 사수자리(Sagittarius) |              | 9번째 하우스  | 목성               | 수성             | 키론              | 세레스       | 태양             |
| 염소자리(Capricorn)   |              | 10번째 하우스 | 토성               | 달               | 화성              | 목성         | 명왕성           |
| 물병자리(Aquarius)    |              | 11번째 하우스 | 천왕성             | 태양             | 명왕성            | 해왕성       | 수성             |
| 물고기자리(Pisces)    |              | 12번째 하우스 | 해왕성             | 수성, 세레스     | 금성              | 명왕성, 수성 | 달               |

참조: 이 표의 행성은 같은 줄에 있는 별자리를 따르며, 하우스는 분명 같은 줄에 있는 별자리에 해당한다.(예: 화성은 양자리가 거주지이다. 양자리와 첫 번째 하우스는 이 관련성을 공유한다.) 그러나, 현대 점성술만이 이 순서로 행성과 하우스가 연결된다. 그러나, 이 전통의 대부분은 고대 칼데아 천문학의 행성 순서에 따라 행성의 위계를 할당한다.(토성, 목성, 화성, 태양, 금성, 수성, 달.: 지구중심설의 지구로부터 먼 행성부터의 행성의 과거 순서.)
| 하우스        | 전통적 통치 행성 | 행성의 기쁨 |
| ------------- | ---------------- | ----------- |
| 1번째 하우스  | 토성             | 수성        |
| 2번째 하우스  | 목성             | 없음        |
| 3번째 하우스  | 화성             | 달          |
| 4번째 하우스  | 태양             | 없음        |
| 5번째 하우스  | 금성             | 금성        |
| 6번째 하우스  | 수성             | 화성        |
| 7번째 하우스  | 달               | 없음        |
| 8번째 하우스  | 토성             | 없음        |
| 9번째 하우스  | 목성             | 태양        |
| 10번째 하우스 | 화성             | 없음        |
| 11번째 하우스 | 태양             | 목성        |
| 12번째 하우스 | 금성             | 토성        |

## 같이 보기
- 고대 행성
- 점성술의 소행성
- 점성술의 켄타우로스
- 점성술의 항성

## 참고 문헌
- Arroyo, Stephen (1989). Chart Interpretation Handbook. California: CCRS Publications.
- Hone, Margaret (1978). The Modern Text-Book of Astrology. Revised edition. England: L. N. Fowler & Co. Ltd.
- Houlding, D (2006). The Houses – Temples of the Sky The Wessex Astrologer, Bournemouth, England.
- Ptolemy, C.trans Ashmand, J. (2002). Tetrabiblos Astrology Classics, Maryland, USA.